# Strage di Bologna
La strage di Bologna fu un attentato di matrice neofascista avvenuto alle 10:25 di sabato 2 agosto 1980 alla stazione Centrale di Bologna, in Italia. Un ordigno, posto nella sala d'aspetto di seconda classe, esplose provocando la morte di 85 persone e il ferimento di oltre 200. Si tratta del più grave attentato terroristico commesso nel Paese nel secondo dopoguerra, da molti indicato come l'atto culminante della strategia della tensione.
Fu l'ultima e più grave strage compiuta durante gli anni di piombo, fra le quali si ricordano la strage di piazza Fontana del 12 dicembre 1969, quella di piazza della Loggia del 28 maggio 1974 e la strage del treno Italicus del 4 agosto 1974.
Le indagini si indirizzarono quasi subito sulla pista neofascista; ma solo dopo un lungo iter giudiziario e numerosi depistaggi — per i quali furono condannati Licio Gelli, Pietro Musumeci, Giuseppe Belmonte e Francesco Pazienza — la sentenza finale del 1995 condannò Valerio Fioravanti e Francesca Mambro «come appartenenti alla banda armata che ha organizzato e realizzato l'attentato di Bologna» e per aver «fatto parte del gruppo che sicuramente quell'atto aveva organizzato». Nel 2007 si aggiunse la condanna di Luigi Ciavardini, minorenne all'epoca dei fatti, e nel 2020 quella di Gilberto Cavallini.
A lungo i mandanti della strage rimasero sconosciuti, sebbene fossero stati rilevati collegamenti con la criminalità organizzata e i servizi segreti deviati. Negli anni 2020 l'inchiesta della Procura generale di Bologna e le successive sentenze hanno concluso che Paolo Bellini (ex Avanguardia Nazionale), esecutore insieme agli ex NAR già condannati in precedenza, agì in concorso con Licio Gelli, Umberto Ortolani, Federico Umberto D'Amato e Mario Tedeschi, individuati quali mandanti, finanziatori o organizzatori.

## Storia

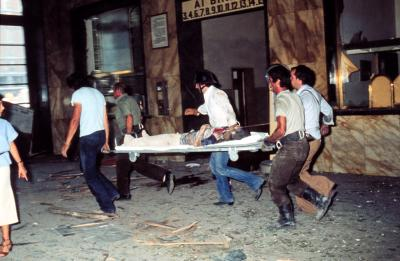
Cittadini e vigili del fuoco trasportano all'esterno della stazione uno dei feriti.

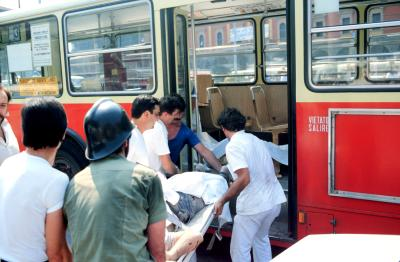
L'autobus 4030 della linea 37, utilizzato come pronto soccorso mobile di fronte alla stazione.

Primi soccorsi.

### L'attentato
Alle 10:25 di sabato 2 agosto 1980, nella sala d'aspetto di seconda classe della stazione di Bologna Centrale, affollata di turisti e di persone in partenza o di ritorno dalle vacanze, venne fatto esplodere un ordigno a tempo contenuto in una valigia, causando il crollo dell'ala ovest del fabbricato di stazione. La bomba, di fabbricazione militare, era composta da 23 kg di esplosivo: una miscela di 5 kg di tritolo e T4 detta «Compound B», potenziata da 18 kg di gelatinato (nitroglicerina a uso civile).
La valigia con l'ordigno fu sistemata a circa 50 cm d'altezza, su un tavolino portabagagli sotto il muro portante della sala, allo scopo di aumentarne gli effetti. L'onda d'urto dell'esplosione, con le pietre e i detriti dell'ala ovest del fabbricato, devastò il parcheggio dei taxi antistante e distrusse un tratto di circa 30 m della pensilina del primo binario, investendo anche il treno Adria Express 13534 Ancona-Basilea, che si trovava in sosta sul primo binario in quel momento. L'esplosione causò la morte di 85 persone e il ferimento o la mutilazione di oltre 200.

### I soccorsi

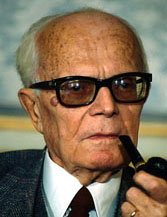
Sandro Pertini, Presidente della Repubblica all'epoca della strage.

Immediatamente si attivarono i soccorsi e molti cittadini, insieme ai viaggiatori presenti, prestarono i primi soccorsi alle vittime e contribuirono a estrarre le persone sepolte dalle macerie. La corsia di destra dei viali di circonvallazione del centro storico di Bologna, su cui si trova la stazione, fu riservata alle ambulanze e ai mezzi di soccorso. Dato il grande numero di feriti, non essendo i mezzi sufficienti al loro trasporto verso gli ospedali cittadini, i vigili impiegarono anche autobus (si ricorda in particolare quello della linea 37), auto private e taxi.

Al fine di prestare le cure alle vittime, i medici e il personale ospedaliero fecero ritorno dalle ferie, così come i reparti, chiusi per le ferie estive, furono riaperti per consentire il ricovero di tutti i pazienti. L'autobus 37 divenne, insieme all'orologio fermo alle 10:25, uno dei simboli della strage. Il corpo di una delle vittime, la ventiquattrenne Maria Fresu, non venne ritrovato. Soltanto il 29 dicembre 1980 fu accertato che alcuni resti ritrovati sotto il treno diretto a Basilea appartenevano alla Fresu che evidentemente si trovava così vicina alla bomba che il suo corpo fu completamente disintegrato dall'esplosione.

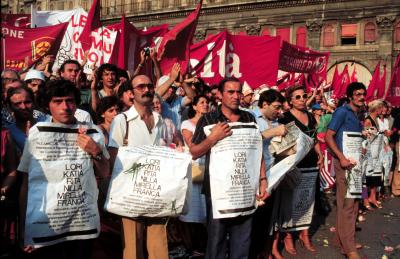
Manifestazione di protesta in piazza Maggiore a Bologna, durante la celebrazione dei funerali delle vittime.

### Le manifestazioni seguenti
Nei giorni successivi la centrale piazza Maggiore ospitò imponenti manifestazioni di sdegno e di protesta da parte della popolazione e non furono risparmiate accese critiche e proteste rivolte ai rappresentanti del governo, intervenuti il giorno dei funerali delle vittime celebrati il 6 agosto nella basilica di San Petronio. Gli unici applausi furono riservati al Presidente della Repubblica Sandro Pertini, giunto con un elicottero a Bologna alle 17:30 del giorno della strage, che in lacrime affermò di fronte ai giornalisti: «Non ho parole, siamo di fronte all'impresa più criminale che sia avvenuta in Italia».

### L'associazione dei familiari delle vittime
(Lidia Secci, madre di una delle vittime.)
L'Associazione tra i familiari delle vittime della strage di Bologna del 2 agosto 1980 si costituì il 1º giugno 1981 allo scopo di «ottenere con tutte le iniziative possibili la giustizia dovuta»: costituita inizialmente da 44 persone, il numero di associati crebbe fino ad arrivare a 300 elementi. Negli anni successivi alla strage è rimasta attiva, tanto per il ricordo della strage quanto per proporre iniziative che si sono affiancate alle indagini; con scadenza quadrimestrale i componenti sono soliti recarsi presso il tribunale, al fine di incontrare i magistrati inquirenti e, esaurito l'incontro, indicendo una conferenza stampa a scopo informativo sullo stato delle cose.
Il 6 aprile 1983 l'Associazione, assieme alle Associazioni delle vittime delle stragi di piazza Fontana, piazza della Loggia e del treno Italicus, costituì con sede a Milano, l'Unione dei familiari delle vittime per stragi.

### La desecretazione degli atti
Con una direttiva del 22 aprile 2014, tutti i fascicoli relativi a questa strage non sono più coperti dal segreto di Stato e sono perciò liberamente consultabili da tutti.
Nella IX legislatura era stata insediata dal Parlamento italiano la Commissione parlamentare di inchiesta sulla loggia massonica P2, i cui atti sono disponibili online nel sito del Senato.
La Commissione parlamentare d'inchiesta sul terrorismo in Italia e sulle cause della mancata individuazione dei responsabili delle stragi, insediata dal Parlamento italiano nel 1988, ha lavorato nella X, XI, XII e XIII legislatura, e i relativi atti sono tutti digitalizzati e disponibili online.

## Le indagini

### Le prime ipotesi ufficiali
Nell'immediatezza dell'attentato la posizione ufficiale del Governo della Repubblica Italiana, allora presieduto da Francesco Cossiga, sulla base dei primissimi rilevamenti della Polizia di Stato fu quella dell'attribuzione dello scoppio a cause fortuite, ovvero all'esplosione di una vecchia caldaia sita nel sotterraneo della stazione. A seguito dei rilievi svolti e delle testimonianze raccolte sul posto apparve chiara la natura dolosa dell'esplosione, rendendo palese una matrice terrorista; ciò contribuì a indirizzare le indagini nell'ambiente del terrorismo nero.
Molti anni dopo, ricordando l'ipotesi della caldaia, il magistrato Libero Mancuso disse in un'intervista televisiva che i depistaggi erano già iniziati pochi minuti dopo la strage. Ciò fu particolarmente grave perché, essendo esclusa nelle prime ore l'ipotesi di un attentato, gli esecutori poterono dileguarsi indisturbati. L'Unità, nell'edizione del giorno dopo alla strage, basandosi su una presunta rivendicazione da parte dei NAR, sostenne l'idea della matrice neofascista dell'attentato. Infatti ci furono da subito alcune rivendicazioni prima da parte dei NAR con una telefonata risultata partita da una sede fiorentina del SISMI, poi dalle Brigate Rosse, seguite da altrettante telefonate di smentita da parte di militanti dei due gruppi terroristici, fatti che contribuirono a creare depistaggio.
Due giorni prima della strage il giudice istruttore bolognese aveva depositato l'ordinanza di rinvio a giudizio dei neofascisti toscani accusati della strage dell'Italicus. Anche questa circostanza indusse ad avviare le indagini all'interno dell'area del terrorismo nero. Il 22 agosto un rapporto della DIGOS, che conteneva documenti come i «fogli d'ordini» di Ordine Nuovo e La disintegrazione del sistema di Franco Freda, avvalorò la necessità di indagare negli ambienti neofascisti.
Il 28 agosto 1980 la Procura della Repubblica di Bologna emise 28 ordini di cattura nei confronti di militanti di estrema destra dei Nuclei Armati Rivoluzionari, di Terza Posizione e del Movimento Rivoluzionario Popolare. A questi se ne aggiunsero un'altra cinquantina. Le accuse erano di associazione sovversiva, banda armata ed eversione dell'ordine democratico. In base ai rapporti della DIGOS, e anche in base alle testimonianze e dichiarazioni dei detenuti, finirono sotto inchiesta: Roberto Fiore e Massimo Morsello, Gabriele Adinolfi, Sergio Calore, Francesca Mambro, Elio Giallombardo, Amedeo De Francisci, Massimiliano Fachini, Roberto Rinani, Valerio Fioravanti, Claudio Mutti, Mario Corsi, Paolo Pizzonia, Ulderico Sica, Francesco Bianco, Alessandro Pucci, Marcello Iannilli, Paolo Signorelli, Pierluigi Scarano, Francesco Furlotti, Aldo Semerari, Guido Zappavigna, Gianluigi Napoli, Fabio De Felice e Maurizio Neri. Tutti sono stati scarcerati nel 1981.

### I depistaggi e la disinformazione

Licio Gelli, fondatore della P2, condannato per il depistaggio delle indagini. Dichiarò successivamente che l'esplosione fu causata da un mozzicone di sigaretta che innescò lo scoppio per colpa di una fuga di gas.

Ai magistrati giunsero notizie e segnalazioni in base a cui i sospetti dovevano essere indirizzati oltre confine. L'ipotesi scaturita da quelle indicazioni era quella di un complotto internazionale che coinvolgeva terroristi stranieri e neofascisti italiani latitanti all'estero con collegamenti in Italia.
Tutto questo risulterà essere un montaggio costruito a tavolino, utilizzando vecchie informazioni e notizie completamente inventate. Le operazioni di depistaggio furono progettate ed eseguite da un settore deviato del SISMI (il fantomatico «Super-SISMI»), all'epoca diretto dal generale Giuseppe Santovito, iscritto alla P2 e morto nel 1984.
Il 13 gennaio 1981 in uno scompartimento di seconda classe del treno Espresso 514 Taranto-Milano fu scoperta una valigia che conteneva otto lattine piene di esplosivo, lo stesso esplosivo che fece esplodere la stazione, un mitra MAB, un fucile automatico da caccia, due biglietti aerei Milano-Monaco e Milano-Parigi. Il ritrovamento era stato possibile in seguito a una segnalazione dei servizi segreti. L'operazione, chiamata «Terrore sui treni», si dimostrò un falso del gruppo deviato del SISMI, che voleva accreditare la tesi della pista estera, facendo riferimento a una fonte che doveva restare segreta. La Corte d'assise di Roma accertò che «la fonte non esisteva e le informazioni erano false, costruite nell'ufficio di Musumeci e Belmonte, con la connivenza di Santovito». Nella motivazione i giudici scrissero che «la ricostruzione dei fatti, basata su prove documentali e testimoniali, e sulle dichiarazioni degli stessi imputati, fa emergere una macchinazione sconvolgente che ha obiettivamente depistato le indagini sulla strage di Bologna. Sgomenta che forze dell'apparato statale, sia pure deviate, abbiano potuto così agire, non solo in violazione della legge, ma con disprezzo della memoria di tante vittime innocenti, del dolore delle loro famiglie e con il tradimento delle aspettative di tutti i cittadini, a che giustizia si facesse.». La valigia era stata messa sul treno da un sottufficiale dei carabinieri e conteneva oggetti personali di due estremisti di destra, un francese e un tedesco, chiamati Raphael Legrand e Martin Dimitris.
Un dossier fasullo, prodotto dal generale Pietro Musumeci vicecapo del SISMI, riportava gli intenti stragisti dei due terroristi internazionali in relazione con altri esponenti dell'eversione neofascista, tutti legati allo spontaneismo armato, senza legami politici, quindi autori e allo stesso tempo mandanti della strage.
La motivazione del depistaggio è stata identificata nell'obiettivo di celare la strategia della tensione oppure, secondo tesi minoritarie, nel proteggere Mu'ammar Gheddafi e la Libia da possibili accuse, in quanto divenuti ormai partner commerciali importanti per FIAT ed Eni. Lo stesso giorno della strage a La Valletta si firmò l'accordo in cui l'Italia si impegnava a proteggere Malta da attacchi libici, come quelli che si sarebbero poi verificati in quella zona del Mediterraneo.
Il 29 luglio 1985 Pietro Musumeci è stato condannato a 9 anni di carcere per associazione a delinquere, Francesco Pazienza a 8 anni e 6 mesi per lo stesso reato (l'accusa di violazione del segreto di Stato fu coperta da amnistia), e Giuseppe Belmonte fu condannato a 7 anni e 8 mesi per associazione a delinquere, peculato e interesse privato in atti di ufficio: assolti con formula piena il colonnello Secondo D'Eliseo, il capitano Valentino Artinghelli e Adriana Avico, collaboratrice di Pazienza.
In appello, il 14 marzo 1986, le condanne scesero a 3 anni e 11 mesi per Musumeci, a 3 anni e 2 mesi per Pazienza, e a 3 anni per Belmonte. Per tutti gli imputati cadde l'accusa di associazione per delinquere. Per i giudici della Corte d'appello di Roma non esisteva il «Super-SISMI», ma una serie di attività censurabili e realizzate con fini di lucro, che non rientravano in alcuna organizzazione segreta parallela ai servizi segreti militari.

### Le affermazioni di Francesco Cossiga

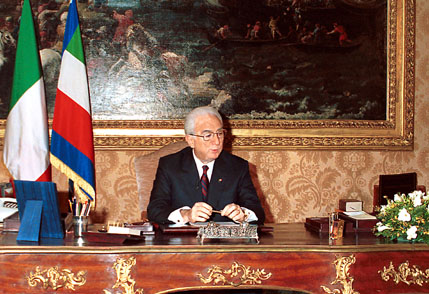
Francesco Cossiga, Presidente del Consiglio all'epoca della strage.

Il 15 marzo 1991 Francesco Cossiga, al tempo della sua presidenza della Repubblica, affermò di essersi sbagliato a definire «fascista» la strage alla stazione di Bologna e di essere stato male informato dai servizi segreti. Dopo la dichiarazione del 1980, poi ritrattata da Cossiga, venne abbandonata la pista libica, sostenuta fin dall'inizio da Giovanni Spadolini, per puntare solo su quella neofascista. Attorno a questa strage, come era già avvenuto per la strage di piazza Fontana nel 1969, si sviluppò un cumulo di affermazioni, controaffermazioni, piste vere e false, tipiche di altri tragici avvenimenti della cosiddetta strategia della tensione.

### Il coinvolgimento del terrorismo di estrema destra
I giudici accoglieranno nei fatti il «teorema Amato», pur arrivando a condannare solo esecutori e depistatori, dal nome del giudice assassinato. Stabilirono che i NAR erano sfruttati e manovrati da altri neofascisti più esperti, e che lo «spontaneismo» fosse una copertura, mentre la direzione del terrorismo nero fosse ancora nelle mani dei vecchi ordinovisti e dei membri di Avanguardia Nazionale.

### La ricerca dei mandanti

Lo sgombero delle macerie dell'ala ovest della stazione

L'Associazione tra i familiari delle vittime della strage di Bologna del 2 agosto 1980 ha sempre sostenuto che, come in altre stragi analoghe, chi posizionò la bomba era solo un esecutore. Il presidente dell'Associazione, Paolo Bolognesi, ha affermato che i mandanti vanno cercati nelle istituzioni italiane dell'epoca e in gruppi come la P2. Afferma, inoltre, che Licio Gelli diede 10 milioni di dollari a persone dei servizi segreti e ad appartenenti all'organizzazione Gladio, prima e dopo il 2 agosto 1980. L'Associazione ha sempre respinto le piste estere, sia quelle di estrema sinistra e arabe sia quelle che coinvolgono i servizi segreti dei Paesi NATO, affermando che la strage fu ideata da mandanti italiani (persone che stavano «nel cuore delle istituzioni»), per mantenere il potere in maniera autoritaria. Bolognesi afferma che Fioravanti e Mambro negano la strage (sia come effettivo attentato, sia come incidente o errore), nonostante l'ammissione di tutti gli altri omicidi, perché troppo infamante e diversa dagli obiettivi e dal messaggio di lotta armata contro lo Stato (a differenza dello stragismo del vecchio neofascismo) che i NAR volevano rappresentare, quando cominciarono la loro attività. I NAR avrebbero collaborato non per motivi ideologici (come avevano fatto le precedenti organizzazioni armate di estrema destra), ma perché ricompensati con una contropartita, in collusione con la criminalità organizzata e le strutture segrete deviate, della quale avrebbero agito come semplici sicari e ultimo anello della catena.
Lo stesso Bolognesi ha scritto, con Roberto Scardova, il libro Stragi e mandanti. Sono veramente ignoti gli ispiratori dell'eccidio del 2 agosto 1980 alla stazione di Bologna? (2012) in cui è stata ipotizzata un'unica strategia anticomunista internazionale, attuata in Grecia con la dittatura dei colonnelli, in Italia con la strategia della tensione, comprendente falsi golpe di avvertimento e reali stragi, di cui Bologna fu il culmine, e in America Latina con i colpi di Stato (Cile, dittatura argentina) dell'operazione Condor, con mandanti originari uomini dei servizi segreti anglo-americani, importanti politici italiani e stranieri. La strategia della tensione sarebbe partita da prima della fine della seconda guerra mondiale con la costituzione, in ambito fascista, della struttura parastatale denominata Noto servizio o «Anello», il cui capo durante la Repubblica, secondo quanto detto anche da Licio Gelli, sarebbe stato Giulio Andreotti. Lo stragismo avrebbe quindi da sempre usato manovalanza neofascista, neonazista, criminali comuni e mafiosi e avrebbe goduto di finanziamenti esterni provenienti dall'estero (sia dalla NATO, sia dal petrolio della Libia di Gheddafi, in affari segreti con i governi di Andreotti e con l'Eni di Eugenio Cefis) e da faccendieri italiani.
Dopo la morte di Licio Gelli, nel 2015, Paolo Bolognesi ha ribadito la sua convinzione che l'ex capo della P2 fosse il mandante e l'organizzatore della strage, in vista di un nuovo tentativo di golpe previsto secondo lui nel 1981, depositando un esposto in Procura già nel 2012.
Nel 2017 la Procura di Bologna ha chiesto l'archiviazione dell'inchiesta sui mandanti, in quanto non esisterebbero evidenze che legano gli esponenti della P2 Licio Gelli, Umberto Ortolani (entrambi deceduti) e suo figlio Mario, né l'organizzazione Gladio, alla pianificazione o finanziamento della strage come sostenuto nella denuncia, e non si può escludere che i NAR abbiano agito da soli, in nome del loro «spontaneismo armato» neofascista che li avrebbe spinti a rifiutare ogni collaborazione con forze da loro ritenute borghesi e colluse col «sistema» che essi volevano combattere.
Tuttavia a seguito di ulteriori indagini, l'11 febbraio 2020 la stessa procura generale di Bologna ha indicato Federico Umberto D'Amato come uno dei 4 mandanti, organizzatori o finanziatori della strage alla stazione di Bologna del 1980 insieme a Licio Gelli, Umberto Ortolani e Mario Tedeschi.

## I processi

Valerio Fioravanti e Francesca Mambro durante il processo.

L'11 dicembre 1985 i giudici istruttori Vito Zincani e Sergio Guastaldo, accogliendo le richieste dei magistrati Libero Mancuso e Attilio Dardani, emisero venti mandati di cattura e il 14 giugno 1986 furono rinviate a giudizio altrettante persone.

### Primo processo (1987-1995)
Il dibattimento cominciò il 19 gennaio 1987 e fu subito rinviato.
Fasi principali del processo:
- Bologna, 9 marzo 1987, inizio del processo di primo grado.
  - Imputati di strage: Massimiliano Fachini, Valerio Fioravanti, Francesca Mambro, Sergio Picciafuoco, Roberto Rinani e Paolo Signorelli.
  - Imputati di banda armata: Gilberto Cavallini, Massimiliano Fachini, Valerio Fioravanti, Egidio Giuliani, Marcello Iannilli, Francesca Mambro, Giovanni Melioli, Sergio Picciafuoco, Roberto Raho, Roberto Rinani e Paolo Signorelli.
  - Imputati di associazione sovversiva: Marco Ballan, Giuseppe Belmonte, Fabio De Felice, Stefano Delle Chiaie, Massimiliano Fachini, Licio Gelli, Maurizio Giorgi, Pietro Musumeci, Francesco Pazienza, Paolo Signorelli e Adriano Tilgher.
  - Imputati di calunnia aggravata al fine di assicurare l'impunità agli autori della strage: Giuseppe Belmonte, Licio Gelli, Pietro Musumeci e Francesco Pazienza[29].
- 11 luglio 1988, sentenza.
  - Ergastolo per il delitto di strage: Massimiliano Fachini, Valerio Fioravanti, Francesca Mambro e Sergio Picciafuoco. Assolti: Roberto Rinani e Paolo Signorelli.
  - Condannati per banda armata: Gilberto Cavallini, Massimiliano Fachini, Valerio Fioravanti, Egidio Giuliani, Francesca Mambro, Sergio Picciafuoco, Roberto Rinani e Paolo Signorelli. Assolti: Marcello Iannilli, Giovanni Melioli e Roberto Raho.
  - Assolti per associazione sovversiva: Marco Ballan, Giuseppe Belmonte, Fabio De Felice, Stefano Delle Chiaie, Massimiliano Fachini, Licio Gelli, Maurizio Giorgi, Pietro Musumeci, Francesco Pazienza, Paolo Signorelli e Adriano Tilgher.
  - Condannati per calunnia aggravata al fine di assicurare l'impunità agli autori della strage: Giuseppe Belmonte, Licio Gelli, Pietro Musumeci e Francesco Pazienza[29].
- 25 ottobre 1989, inizio del processo d'appello[29].
- 18 luglio 1990, sentenza.
  - Assolti dall'imputazione di strage: Massimiliano Fachini, Valerio Fioravanti, Francesca Mambro, Sergio Picciafuoco, Roberto Rinani e Paolo Signorelli.
  - Conferma della condanna per banda armata: Gilberto Cavallini, Valerio Fioravanti, Egidio Giuliani e Francesca Mambro.
  - Condannati per calunnia aggravata (con pena ridotta da 10 a 3 anni) e assolti per associazione sovversiva: Giuseppe Belmonte e Pietro Musumeci. Assolti tutti gli altri imputati[29].
- 12 febbraio 1992: le Sezioni Unite Penali della Corte di Cassazione dichiarano che il processo d'appello dev'essere rifatto, in quanto la sentenza viene definita illogica e priva di fondamento, «tanto che in alcune parti i giudici hanno sostenuto tesi inverosimili che nemmeno la difesa aveva sostenuto»[16]. Dal processo escono definitivamente Marco Ballan, Fabio De Felice, Stefano Delle Chiaie, Maurizio Giorgi, Marcello Iannilli, Giovanni Melioli, Roberto Raho, Paolo Signorelli e Adriano Tilgher.
- 11 ottobre 1993, inizio del secondo processo d'appello.
  - Imputati di strage: Massimiliano Fachini, Valerio Fioravanti, Francesca Mambro e Sergio Picciafuoco.
  - Imputati di banda armata: Gilberto Cavallini, Massimiliano Fachini, Valerio Fioravanti, Egidio Giuliani, Francesca Mambro, Sergio Picciafuoco e Roberto Rinani.
  - Imputati di calunnia aggravata al fine di assicurare l'impunità agli autori della strage: Giuseppe Belmonte, Licio Gelli, Pietro Musumeci e Francesco Pazienza[52].
- 16 maggio 1994, sentenza.
  - Ergastolo per il delitto di strage: Valerio Fioravanti, Francesca Mambro e Sergio Picciafuoco. Assolto: Massimiliano Fachini.
  - Condannati per banda armata: Gilberto Cavallini, Valerio Fioravanti, Egidio Giuliani, Francesca Mambro e Sergio Picciafuoco. Assolti: Massimiliano Fachini e Roberto Rinani.
  - Condannati per calunnia aggravata al fine di assicurare l'impunità agli autori della strage: Giuseppe Belmonte, Licio Gelli, Pietro Musumeci e Francesco Pazienza[53].
- 23 novembre 1995, la Corte di Cassazione conferma la sentenza d'appello, ordinando un nuovo processo per Sergio Picciafuoco[54].
- 18 giugno 1996, la Corte d'appello di Firenze assolve Sergio Picciafuoco dall'accusa di strage e banda armata[55].
- 15 aprile 1997, la Cassazione conferma l'assoluzione per Picciafuoco[55].

La sentenza definitiva della Cassazione è del 23 novembre 1995: furono condannati all'ergastolo, quali esecutori dell'attentato, i neofascisti dei NAR Valerio Fioravanti e Francesca Mambro, che si sono sempre dichiarati innocenti, mentre hanno ammesso e rivendicato decine di altri omicidi, con l'eccezione di quello di Alessandro Caravillani di cui la Mambro si dichiara innocente. L'ex capo della P2 Licio Gelli, gli ufficiali del SISMI Pietro Musumeci e Giuseppe Belmonte, e il faccendiere Francesco Pazienza (collaboratore del SISMI) furono condannati per il depistaggio delle indagini.

### Processo per depistaggio
- Il 9 giugno 2000 la Corte d'assise di Bologna emise nuove condanne per depistaggio: 9 anni di reclusione per Massimo Carminati, estremista di destra, 4 anni e 6 mesi per Federigo Mannucci Benincasa, ex direttore del SISMI di Firenze, e Ivano Bongiovanni, delinquente comune legato alla destra extraparlamentare.
- Nel 2001 la Corte d'appello ha assolto Carminati e Mannucci Benincasa, dichiarando inammissibile l'appello di Bongiovanni[56].
- Il 30 gennaio 2003 la Cassazione confermò le due assoluzioni.

### Secondo processo (1997-2007)
L'ultimo imputato condannato come esecutore materiale è Luigi Ciavardini: dopo essere stato assolto dall'accusa di strage e condannato per banda armata, fu condannato a 30 anni in appello. La Cassazione annullò la sentenza, ordinando un nuovo processo, e nel nuovo dibattimento furono confermati i 30 anni per strage. L'11 aprile 2007 la Cassazione confermò la sentenza, rendendola definitiva. Nonostante la condanna, anche Ciavardini ha continuato a dichiararsi innocente.

### Terzo processo (2017-2020)

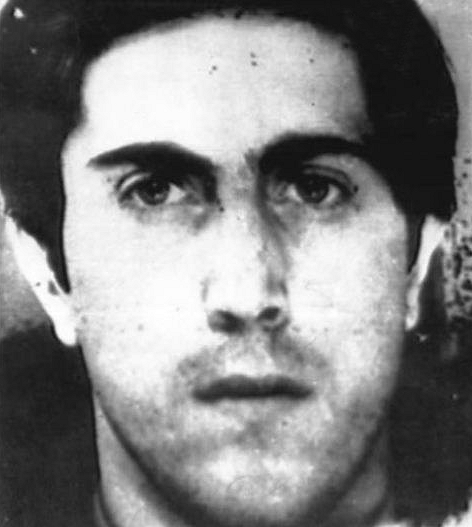
Gilberto Cavallini

Nel 2017 viene rinviato a giudizio Gilberto Cavallini, un altro ex NAR, con l'accusa di concorso in strage per aver offerto supporto e copertura agli altri terroristi. Nel primo processo del 1988 Cavallini era stato condannato a 11 anni per banda armata. Uno dei vari elementi d'accusa del nuovo processo è l'aver fornito documenti falsi a Mambro e Fioravanti, ruolo che nella sentenza definitiva di condanna del primo processo era attribuita al collaboratore di giustizia Massimo Sparti, per sua stessa ammissione (ma poi ritrattata).
Gilberto Cavallini, sulle cui spalle pesavano già otto ergastoli e che, al momento della sentenza si trovava in regime di semilibertà nel carcere di Terni, è stato ritenuto colpevole di concorso in strage con sentenza del 9 gennaio 2020 e per questo condannato all'ergastolo. L'uomo si è dichiarato innocente e ha dichiarato anche a nome dei suoi compagni di gruppo di non avere nulla di cui chiedere perdono. Il nuovo processo ha acquisito nuovi elementi provenienti da altri processi successivi al primo, tra cui alcuni biglietti attribuiti a Carlo Maria Maggi, il leader di Ordine Nuovo veneto condannato come mandante della strage di piazza della Loggia, con i quali si istruiva Carlo Digilio (anch'egli terrorista di Ordine Nuovo e responsabile al tempo del poligono di tiro di Venezia) di consegnare a Cavallini degli esplosivi.
Durante la fase istruttoria sono inoltre emersi possibili elementi di contatto fra i NAR e servizi segreti italiani, come dei numeri di telefono annotati da Cavallini riconducibili a una struttura del SISDE, e la presenza di due covi dei NAR in via Gradoli a Roma, dove durante il rapimento Moro erano basate le Brigate Rosse di Moretti, in entrambi i casi in stabili di proprietà di agenzie immobiliari collegate al SISDE.
La condanna all'ergastolo è confermata dalla Corte d'assise d'appello il 27 novembre 2023.

### Quarto processo (2020-2025)
L'11 febbraio 2020 la Procura Generale della Repubblica di Bologna ha chiuso la nuova inchiesta sulla strage contro i presunti mandanti e finanziatori, notificando quattro avvisi di conclusione indagine: Paolo Bellini, ex Avanguardia Nazionale, ritenuto esecutore avrebbe agito in concorso con Licio Gelli, Umberto Ortolani, Federico Umberto D'Amato e Mario Tedeschi oltre agli ex NAR già condannati. Il 15 febbraio 2021 il Giudice per l'udienza preliminare Alberto Gamberini rinvia a giudizio Bellini con l'accusa di strage, Piergiorgio Segatel per depistaggio e Domenico Catracchia per false informazioni al pubblico ministero.
Il 6 aprile 2022 la Corte d'assise di Bologna dichiara Bellini colpevole del reato di strage e lo condanna alla pena dell'ergastolo, condannando inoltre Segatel a sei anni di reclusione e Catracchia a quattro. Le sentenze sono confermate dalla Corte d'assise d'appello l'8 luglio 2024, compreso il ruolo di mandanti per i piduisti Gelli, Ortolani e Tedesco e per l'agente segreto D'Amato, ma essendo questi già deceduti la loro posizione potrebbe venire archiviata. Il 1° luglio 2025 la Cassazione ha rigettato il ricorso presentato dalla difesa nel febbraio scorso e confermato definitivamente la condanna all'ergastolo nei confronti di Paolo Bellini.

### Le responsabilità accertate
I due terroristi Valerio Fioravanti e Francesca Mambro, neofascisti appartenenti ai NAR, sono stati riconosciuti definitivamente colpevoli, assieme a Luigi Ciavardini e Gilberto Cavallini, per la bomba del 2 agosto 1980 che uccise 85 persone alla Stazione di Bologna. Altro personaggio importante è stato Paolo Bellini, descritto come "il quinto uomo" della strage, processato dalla Corte d'Assise di Bologna che lo ha condannato all'ergastolo in primo grado per concorso in strage.
Fioravanti e Mambro per la strage sono stati condannati in primo grado nel 2014 a risarcire, versandoli alla Presidenza del Consiglio e al Ministero dell'interno, la cifra di oltre due miliardi di euro (2134274007,02 €), più gli interessi, dalla sentenza al saldo effettivo, e 22.500 euro di spese processuali ma risultando incapienti difficilmente potranno pagare questa somma e lo Stato potrà prelevare solo alcune centinaia di euro mensili dai loro stipendi.
Gilberto Cavallini è stato condannato a risarcire delle provvisionali di centomila euro per ogni persona che ha perso un parente di primo grado o il coniuge, cinquantamila per chi ha perso un parente di secondo grado o un affine di primo o secondo grado, trentamila per chi ha perso un parente o un affine di grado ulteriore, quindicimila per ogni ferito, diecimila per chi ha un parente ferito.

### Le testimonianze
L'incriminazione e la condanna dei tre esecutori neofascisti si basò principalmente sulla testimonianza del criminale comune Massimo Sparti e del militante di destra Luigi Vettore Presilio, entrambi ex simpatizzanti del gruppo terroristico di estrema destra Ordine Nuovo (Sparti fu vicino anche alla Banda della Magliana, per la quale compì numerosi reati). Vi furono poi collaboratori di giustizia che riportarono affermazioni – allusive alla strage – di Fioravanti e di Ciavardini, ad esempio quella in cui quest'ultimo consigliava a un'amica di non prendere il treno il 2 agosto.

L'arresto di Luigi Ciavardini.

Di seguito, le principali prove testimoniali.

#### Sparti e il vestito «tirolese»
Massimo Sparti riferì di aver ricevuto una visita della coppia Mambro-Fioravanti il 4 agosto, due giorni dopo la strage. In quell'occasione, Fioravanti avrebbe fatto anche una battuta sulla bomba («Hai visto che botto?»). I due volevano procurarsi, tramite lo stesso Sparti, un documento falso per la Mambro. Quest'ultima temeva, in quanto erano già ricercati per numerosi omicidi, di essere riconosciuta a qualche posto di blocco e si era perciò tinta i capelli, secondo quanto dedotto da Sparti. Fioravanti avrebbe aggiunto di non essere preoccupato per sé in quanto a Bologna si era camuffato da turista tedesco, con il tipico «vestito di cuoio ed il cappello con la piuma» (questa frase non compare in tutti i documenti) e che dovevano andare a nascondersi in Sicilia. La testimonianza è stata interpretata sia nel senso che Fioravanti indossasse un costume tirolese, sia che fosse vestito in un modo che ricordasse l'abbigliamento dei turisti tedeschi.
Inoltre i presunti alibi, dichiarati dai tre che affermavano di essere insieme a Padova il 2 agosto per incontrare Gilberto Cavallini che a sua volta doveva vedersi con Carlo Digilio di Ordine Nuovo (poi diventato collaboratore di giustizia nell'inchiesta sulla strage di piazza Fontana), non furono confermati, né da Digilio né da Cavallini. Una testimone ha affermato di aver visto alla stazione di Bologna una donna e un uomo vestiti stranamente, lui con un costume che ricordava un tipico vestito tedesco, fatto collimante con il racconto di Sparti: li vide poi parlare con una terza persona e andare via dieci minuti prima dello scoppio. La testimone afferma di aver collegato i fatti una volta letto il resoconto delle indagini in cui Fioravanti sembrava essere l'uomo della stazione. Più tardi, dopo aver parlato con Paolo Bolognesi, affermò con incertezza che la donna poteva essere la Mambro, ma non fu convocata fra i testimoni del processo, fatto che avrebbe aggravato forse ulteriormente la posizione degli accusati. Massimo Sparti, alcuni anni dopo, tentò di ritrattare la testimonianza, ma non fu creduto. Il figlio riferì di una confessione di suo padre in punto di morte, in cui gli fu detto di essere stato costretto ad inventare la storia. Il figlio di Sparti e la moglie affermarono che l'uomo era con loro e non si incontrò con nessuno la sera del 2 agosto né il giorno seguente, e nemmeno il pomeriggio del 4. Anche un amico di Sparti, Fausto De Vecchi, arrestato con lui, affermerà la versione del testimone, ma poi smentirà e cadrà in contraddizione. Le testimonianze saranno considerate però attendibili. Sparti in particolare non conosceva la Mambro, ma affermò che si era tinta i capelli: dopo un'indecisione iniziale affermò di aver osservato la ricrescita dei capelli e aver pensato di conseguenza. La polizia scientifica prelevò una ciocca di capelli dalla Mambro dopo l'arresto, ma non trovò tracce di tintura (che solitamente rimangono in residuo anche dopo anni). Inoltre, a parte la testimone non citata in giudizio, sfilarono in aula molti sopravvissuti e nessuno ricordò costumi da tirolese alla stazione, né riconobbe i due neofascisti Mambro e Fioravanti. Nella sentenza si riconoscerà l'affidabilità di Sparti, e la veridicità delle sue accuse.

Valerio Fioravanti a processo nel 1982.

#### Documento di Carlo Battaglia
Il 10 settembre 1980 venne sequestrato all'ordinovista Carlo Battaglia un documento in cui si parlava di «arrivare al punto che non solo gli aerei, ma le navi e i treni e le strade siano insicuri: bisogna ripristinare il terrore [...] Al di fuori di noi, con le nostre idee ci sono milioni di uomini, essi ci aspettano. Diamo un segno inequivocabile della nostra presenza... Occorre un'esplosione da cui non escano che fantasmi».

#### Le dichiarazioni di Luigi Vettore Presilio
La testimonianza di Sparti non era l'unica che contribuiva a indirizzare i magistrati verso l'eversione neofascista: nella sentenza del 1994 venivano elencati numerosi fatti e documenti che provavano come nell'ambiente del terrorismo di destra si sapesse già da tempo, prima del 2 agosto, del progetto di strage. Il 10 luglio 1980, nel carcere di Padova, il detenuto neofascista Luigi Vettore Presilio aveva rilasciato una dichiarazione al giudice istruttore Giovanni Tamburino, in cui si alludeva a un «evento straordinario» previsto per i primi di agosto, che «avrebbe riempito le pagine dei giornali». Presilio dichiarò di aver ricevuto la confidenza dal compagno di prigionia Roberto Rinani. Dopo che le sue dichiarazioni furono rese pubbliche, a strage avvenuta, nel novembre 1980 Presilio fu accoltellato in carcere da persone incappucciate armate di coltelli da cucina e tondini acuminati Dichiarò poi agli inquirenti di essere convinto che l'aggressione fosse dovuta alle sue rivelazioni, che erano state pubblicate dal settimanale L'Espresso dopo la strage.

#### Conversazione Nicoletti-Bonazzi
La strage fu di proporzioni superiori a quelle forse volute dagli stessi neofascisti organizzatori: due poliziotti penitenziari asserirono di aver ascoltato una conversazione tra i neofascisti Stefano Nicoletti, che confermò, ed Edgardo Bonazzi in cui affermavano che questo era quello che accadeva ad «affidarsi a dei ragazzini» (per la sentenza è un riferimento alla giovane età di Mambro, Fioravanti e soprattutto del diciassettenne Ciavardini).

#### Massimiliano Fachini
Stando a una testimonianza dei neofascisti Mauro Ansaldi e Paolo Stroppiani, l'esponente di Ordine Nuovo Massimiliano Fachini, condannato in primo grado e poi assolto, era anch'egli a conoscenza del progetto dell'attentato. Ansaldi riferì di aver saputo da Mara «Jeanne» Cogolli (la redattrice della rivista clandestina Quex) di un incontro, avvenuto pochi giorni prima della strage, tra la Cogolli stessa e Fachini, nel corso del quale quest'ultimo le avrebbe consigliato di lasciare Bologna perché stava per succedere qualcosa di grosso.
Effettivamente Mara «Jeanne» Cogolli partì da Bologna verso la Corsica poco prima della strage, in compagnia dell'amico Mario Guido Naldi.

#### Il documento di Mario Tuti
Il 31 agosto 1980 le forze dell'ordine ritrovarono in una cabina telefonica di Bologna un documento con l'intestazione «Da Tuti a Mario Guido Naldi». Mario Tuti era un altro estremista che dal carcere spediva articoli al Naldi per la rivista Quex. Il contenuto del documento fu visto dai magistrati come un incoraggiamento al terrorismo stragista:

#### Mario Guido Naldi
Lo stesso Naldi, che si era allontanato da Bologna all'alba del 2 agosto, fu raggiunto in Sardegna il 19 agosto 1980 da un agente di P.S.. Interrogato in merito alla strage, dichiarò che la sua partenza del 2 agosto era stata una coincidenza banale e plausibile. Poi aggiunse, pur senza indicare alcun nome dei presunti responsabili, che «l'esplosione di Bologna, sono convintissimo, è una provocazione contro Quex. Ritengo che la matrice dell'attentato è senza dubbio di destra e rientra nella faida interna dei vari movimenti di estrema destra. Gli attentatori vengono da fuori Bologna, quasi certamente da Roma, oserei dire dalle organizzazioni Ordine Nuovo e Avanguardia Nazionale.».
Naldi si riferiva a ex appartenenti alle due organizzazioni, entrambe ufficialmente sciolte all'inizio degli anni settanta. Aggiunse poi di essere stato contattato da Roma nei mesi precedenti, per aprire una sezione dei Nuclei Armati Rivoluzionari a Bologna.
Le dichiarazioni di Naldi indirizzarono verso la pista nera e contribuirono agli arresti del 26 agosto 1980.

#### Dichiarazioni di Vincenzo Vinciguerra sul neofascismo e su Ustica
Nel 1984 Vincenzo Vinciguerra, terrorista neofascista di Ordine Nuovo e poi di Avanguardia Nazionale (il gruppo diretto da Stefano Delle Chiaie, già coinvolto nelle indagini sulla strategia della tensione e attivo nel golpismo della CIA in America latina), condannato e reo confesso per la strage di Peteano in cui vennero uccisi tre carabinieri, ha inoltre reso dichiarazioni spontanee ai magistrati (non motivate dall'avere sconti di pena come quelle dei collaboratori di giustizia) sui coinvolgimenti dell'estrema destra nella strategia della tensione e, riguardo a Bologna, ha fatto riferimento alla struttura clandestina anticomunista della NATO in Italia, nota poi come Gladio, e ai suoi settori deviati: queste allusioni e rivelazioni furono da lui ripetute in varie interviste successive. Inoltre ha paragonato la dinamica a quella di due tentate stragi, fallite: quella del 28 agosto 1970 alla stazione di Verona e quella di Milano del 30 luglio 1980. Ha poi affermato la colpevolezza di Mambro e Fioravanti nella strage del 2 agosto e quindi il fatto che anche i NAR furono spinti a partecipare alla strategia della tensione, come era accaduto agli altri gruppi di estrema destra, in cambio di protezione. Sostenne anche che avrebbero avuto coperture politiche anche da parte del MSI e dei suoi eredi diretti. Sempre secondo il suo personale parere, grazie a queste pressioni di persone che poi avrebbero avuto importanti ruoli governativi e amministrativi negli anni novanta e duemila furono concessi i benefici di legge, nonostante i numerosi ergastoli comminati. Vinciguerra non sarà testimone diretto nel processo di Bologna.
Vinciguerra, arrestato nel 1979, sta scontando l'ergastolo nel carcere di Opera: non ha ricevuto gli sconti di pena possibili dopo 26 anni né ha mai avuto lo status di collaboratore di giustizia, ma è diventato uno dei più convinti accusatori dei neofascisti nella strategia della tensione. Egli sostiene, come molti altri, che Bologna fu un tentativo di depistaggio per i fatti di Ustica e si definisce «fascista» anziché «neofascista» per marcare la differenza, sostenendo che le stragi non sono fasciste ma «di Stato» e «atlantiche» (nonostante l'accertata manovalanza di estrema destra, gli obiettivi non erano prettamente ideologici). Vinciguerra ha affermato:
(Vincenzo Vinciguerra)
Nel 1991 un documento cercò di attribuire la strage del 2 agosto a Gladio: il testo, datato 19 maggio 1982, era catalogato con un semplice «numero 18», riferiva che l'esplosivo usato proveniva da un deposito di Gladio, e apparivano le firme di Paolo Inzerilli (capo di stato maggiore del SISMI nel 1991) e dell'ammiraglio Fulvio Martini. In seguito si scoprì che il documento era falso, scritto su carta intestata dei servizi segreti e arrivato per vie anonime, poiché nel 1982 Martini non era ancora arrivato ai vertici del controspionaggio militare (era vicesegretario generale della Difesa), mentre Inzerilli non poteva siglare i documenti in quanto era direttore di divisione del SISMI. Un'altra incongruenza riguardava l'uso del materiale esplosivo per Bologna, poiché quello di Gladio era stato ritirato completamente nel 1972.

#### Angelo Izzo e l'accusa a Ciavardini
Un altro testimone dei processi, decisivo in particolare per la condanna di Ciavardini, fu il criminale comune e militante neofascista Angelo Izzo, che ha reso numerose e controverse testimonianze sugli anni di piombo, talvolta false. Il pluriomicida accusò anche Stefano Delle Chiaie (accusato anche da Vinciguerra), che però venne poi assolto, come già avvenuto in altre occasioni in cui il leader di Avanguardia Nazionale venne imputato.
Angelo Izzo e Raffaella Furiozzi riferirono di confidenze, accusando Fioravanti, Mambro, Ciavardini ma anche Nanni De Angelis e Massimiliano Taddeini: gli ultimi due avevano un alibi solido, visto che proprio quel giorno si trovavano a Terni per disputare la prima finale nazionale di football americano, ripresi dalle telecamere Rai e alla presenza di circa 2.000 spettatori presenti sugli spalti. Ciavardini affermò invece di essere a Padova con Mambro e Fioravanti e pertanto, sulla base del fatto che per questi ultimi tale alibi era già stato ritenuto non valido, fu rinviato a giudizio e condannato.

#### Rapporti tra servizi segreti, neofascismo e crimine organizzato

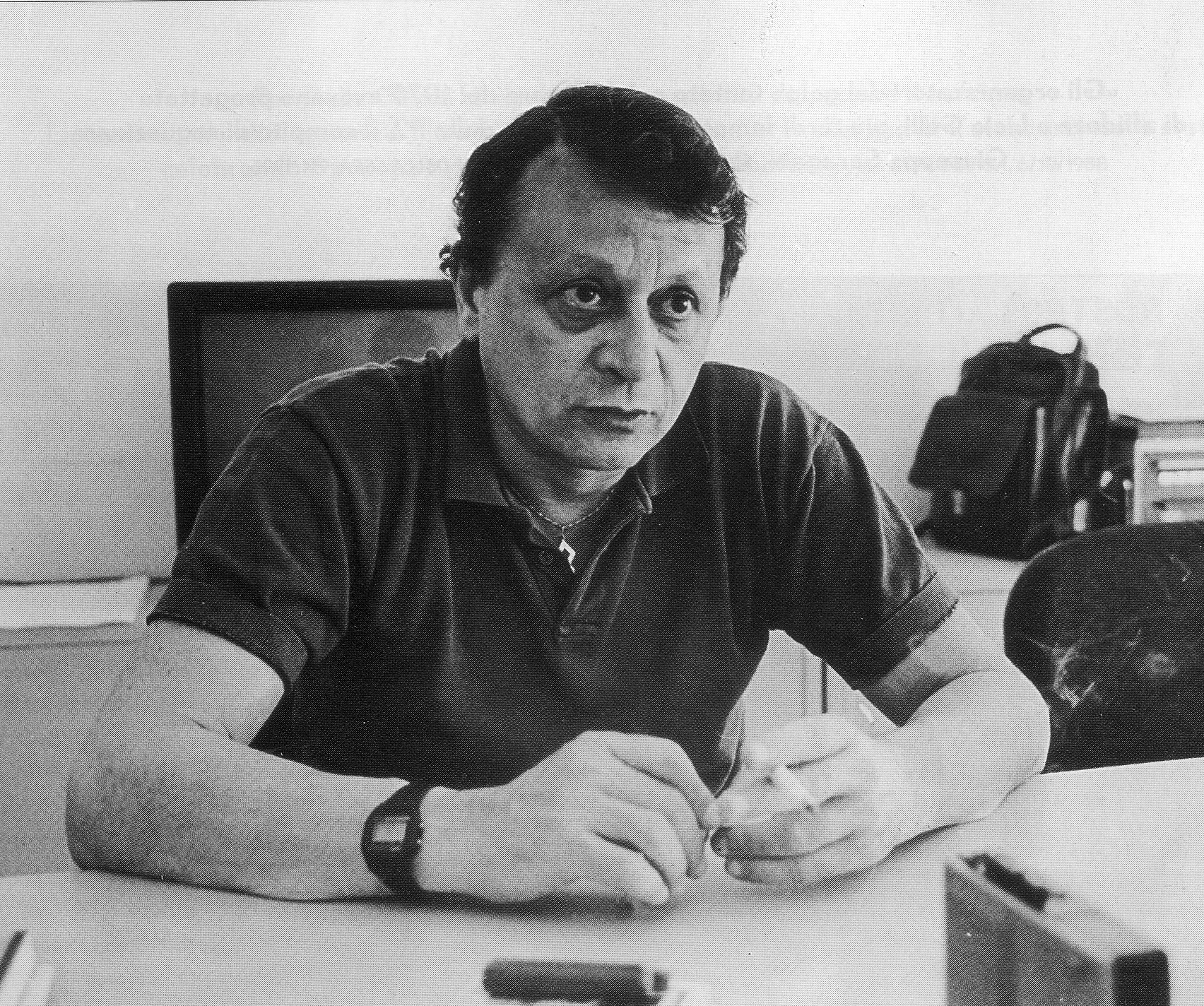
Stefano Delle Chiaie, il leader dell'estrema destra accusato per molti fatti legati agli anni di piombo, oltre che per l'Operazione Condor dove collaborò con Augusto Pinochet, Michael Townley e Klaus Barbie, è stato sempre assolto.

A metà luglio del 1980 il colonnello Amos Spiazzi, già coinvolto nel golpe Borghese e nella Rosa dei venti, poi incarcerato, fu incaricato dal SISDE per indagare sulla riorganizzazione dei gruppi eversivi di estrema destra. Spiazzi andò a Roma per incontrare un «informatore» neofascista appartenente a Terza Posizione, Francesco Mangiameli detto «Ciccio». Mangiameli avrebbe raccontato a Spiazzi dell'omicidio di Mario Amato e di un progetto per assassinare il giudice che indagò su piazza Fontana, Giancarlo Stiz. Mangiameli affermò di essere stato incaricato da Stefano Delle Chiaie, che poi verrà accusato dai depistatori (o meglio, saranno due uomini legati al suo gruppo internazionale le vittime del depistaggio, Delle Chiaie sarà assolto, come per le altre stragi), di reperire armi ed esplosivo ad ogni costo, e affermò che per i primi di agosto era previsto un attentato di enormi proporzioni, come si era detto già da parte di detenuti neofascisti. Il colonnello Spiazzi rilasciò il 31 luglio 1980, come dimostrato dal timbro di protocollo, un rapporto dettagliato alla direzione del SISDE su quanto riferitogli da Mangiameli e ne parlò poi, in un'intervista pubblicata dopo il 2 agosto, anche con il settimanale L'Espresso, non rivelando il nome dell'informatore, ma solo il soprannome «Ciccio».
Il 9 settembre 1980, Francesca Mambro, Valerio e Cristiano Fioravanti (secondo la testimonianza resa da quest'ultimo), con Giorgio Vale e Dario Mariani, uccisero Mangiameli e gettarono il corpo zavorrato in un bacino artificiale. Spiazzi sarà ancora arrestato, ma uscirà dalle inchieste nel 1989. Non sarà interrogato sul ruolo dei servizi segreti a Bologna, sempre che ne sapesse qualcosa. Un comunicato di Terza Posizione, che in quel periodo aveva rotto i rapporti con i NAR, definì Mangiameli come l'ultima e ulteriore vittima della strage. 
Cristiano Fioravanti avanzò la tesi che Mangiameli potesse essere stato testimone, nella sua casa di Palermo, degli accordi presi dal fratello Valerio con altre persone del luogo, in vista dell'omicidio di Piersanti Mattarella, presidente della giunta regionale siciliana, ucciso in un agguato il 6 gennaio 1980:
(Cristiano Fioravanti)
Nella sentenza di Appello per la strage di Bologna (consultabile integralmente), il giudice ravvisa nella strage stessa, compiuta il 2 agosto 1980 da Fioravanti e Mambro, il vero movente dell'omicidio Mangiameli:
"Mangiameli era nelle condizioni di conoscere fatti e circostanze estremamente importanti in relazione alla strage. La vicenda Spiazzi aveva rivelato che egli era un inaffidabile depositario di quelle conoscenze. Gli imputati, conseguentemente, avevano fondati motivi di preoccuparsene e di volere la eliminazione del pericolo. (...). Del resto, il convincimento che l’omicidio Mangiameli fosse direttamente connesso con la strage di Bologna non è soltanto il risultato di una argomentazione logica compiuta in sede giudiziaria a distanza di tempo dagli eventi. Invero, il volantino diffuso dai militanti palermitani di Terza Posizione tre giorni dopo il ritrovamento del cadavere sta chiaramente a dimostrare che gli amici di Mangiameli giunsero subito alla medesima conclusione. Si legge, infatti, nel volantino: “L’ignobile strage di Bologna, che tanto da vicino ricorda … quelle di piazza Fontana, di Brescia, di Peteano, del treno Italicus, ha forse fatto la sua 85ª vittima?” ".
Spiazzi, il 2 luglio 1980 e poi il 2 agosto, annotò nei suoi appunti due frasi simili; il giorno della strage infatti scrisse: «andato ore 10.30» (l'ora dell'esplosione era quella delle 10:25) e «ritirato pacco».
Il depistaggio di Gelli invece non avrebbe dovuto coinvolgere Delle Chiaie in prima persona o deviare dalla pista neofascista, ma fabbricare due colpevoli stranieri, personaggi minori legati al vecchio del gruppo di Avanguardia Nazionale. Gelli e Delle Chiaie erano amici e frequentavano alcune logge massoniche deviate e la criminalità organizzata. Gelli incontrò Elio Cioppa del SISDE, dicendo che stavano sbagliando e indicando una pista internazionale.
Per quanto riguarda la criminalità comune, la Banda della Magliana partecipò ai depistaggi con la P2, ed ebbe rapporti con i servizi segreti e con l'eversione nera.
Il faccendiere romano Gennaro Mokbel, vicino alla banda e alla 'ndrangheta, alla massoneria deviata e al neofascismo (oltre che conoscente di numerosi importanti uomini politici, tra cui Marcello Dell'Utri), affermò in un'intercettazione del 2010 di aver pagato 1.200.000 euro per far uscire di prigione Francesca Mambro e Valerio Fioravanti.
Mokbel ebbe numerosi contatti telefonici, anche successivi alla loro scarcerazione, con i due ex terroristi.
C'è chi ha ipotizzato una connessione, che non esclude il resto, con la trattativa Stato-mafia, tramite infiltrazione o l'adesione di ex ordinovisti a Cosa nostra (secondo quando affermato dal magistrato Antonio Ingroia), un filo che porta dalla strage mafiosa a sfondo politico di Portella della Ginestra (1º maggio 1947) al Rapido 904 e le varie bombe del 1992-1993, come parte di una continuazione di una cospirazione o disegno affaristico-politico-mafioso, che spinse Salvatore Riina e gli altri boss alla guerra diretta contro lo Stato.

## Possibili moventi della strage
Oltre alle cosiddette trame della strategia della tensione, c'è chi indica come movente la ritorsione degli ambienti dell'estrema destra.
Infatti, due giorni prima della strage era stato rinviato a giudizio Mario Tuti, con altri militanti di Ordine nero, per la strage dell'Italicus, uno degli atti intimidatori e destabilizzanti seguiti a piazza Fontana e piazza della Loggia. Due giorni dopo il 2 agosto ricorreva proprio il sesto anniversario della strage di San Benedetto Val di Sambro.
Prima della strage i NAR organizzarono molte azioni punitive, come l'uccisione di Mario Amato, il sostituto procuratore che aveva fatto arrestare Pierluigi Concutelli di Ordine Nuovo per l'omicidio del giudice Vittorio Occorsio e che stava scoprendo le connessioni dei neofascisti con la malavita romana organizzata, e Bologna sarebbe quindi legata all'Italicus, che doveva passare proprio per questa stazione.
Secondo altre persone, come Giovanni Pellegrino senatore dei DS ed ex presidente della Commissione Stragi, il movente non sarebbe la strategia della tensione e la spinta verso una svolta a destra, ma altri contrasti di potere, che siano stati internazionali tra NATO e Patto di Varsavia, tra Israele e OLP, o tra Stati Uniti e Libia, con l'Italia in posizione ondivaga, che si trovò in mezzo a questa «guerra segreta»; come minaccia per silenziare chi sapeva qualcosa sulle bombe del 1969-1974, ad esempio come faida interna alla P2. La stessa sentenza di condanna degli esecutori emessa della Cassazione afferma che, se essi sono accertati, il movente occulto è oscuro, così come i mandanti.
Pellegrino, nell'intervista, dichiarò:
(Giovanni Pellegrino.)
Anche chi sostiene nettamente la veridicità della sentenza ufficiale, afferma talvolta che, se i neofascisti dei NAR collocarono l'esplosivo militare in nome dello «spontaneismo armato» e della loro ideologia, furono spinti da qualcuno più in alto (il che spiegherebbe la mancata rivendicazione), e la P2 e lo stesso SISMI depistarono (ai danni di un altro neofascista, Stefano Delle Chiaie) per motivi poco chiari. C'è chi ipotizza anche che la bomba fu un'azione diversiva per sviare l'attenzione da alcuni scandali del periodo: il crack finanziario del Banco Ambrosiano, la bancarotta e la caduta del faccendiere Michele Sindona (colluso con la mafia e la P2, e, secondo Luigi Cipriani, deputato di Democrazia Proletaria, anche finanziatore della strategia della tensione fino al 1974), l'affacciarsi degli attacchi di Cosa nostra contro lo Stato e le indagini che avrebbero condotto agli elenchi dei piduisti, ritrovati a Castiglion Fibocchi: tutti casi in cui venne coinvolta la loggia diretta da Gelli, il cui scopo era l'instaurazione di una Repubblica presidenziale bipartitica, con tratti di autoritarismo e controllo dei mass media, mascherata da intenti «liberali» e «anticomunisti».
Altre piste legano la strage anche alla criminalità organizzata connivente col terrorismo nero, come la Banda della Magliana.

### L'ipotesi del «diversivo» per Ustica
Un'altra ipotesi fu che Bologna servì ad avvalorare la tesi, poi totalmente invalidata, della bomba a bordo del DC-9 Itavia distrutto nella strage di Ustica, oltre a distrarre da Ustica stessa e sviare dalle responsabilità della prima strage (questa pista è nata dalle citate rivelazioni di Vinciguerra, il primo che parlò di un collegamento diretto con Ustica). Questo sarebbe stato fatto per coprire la responsabilità della NATO, le cui forze, forse caccia inglesi e francesi col colpevole disinteresse o assenso del governo italiano, avrebbero lanciato un missile per tentare di colpire il jet privato del leader libico Gheddafi (che si trovava in volo sul Mediterraneo), centrando invece l'aereo civile italiano e un caccia libico ritrovato in Calabria. Secondo questa pista, la bomba di Bologna doveva quindi accreditare la tesi della «bomba di Ustica», riproposta molte volte negli anni, ad esempio da Carlo Giovanardi e da Paolo Guzzanti, e molto gradita a livello teorico dai diplomatici statunitensi.

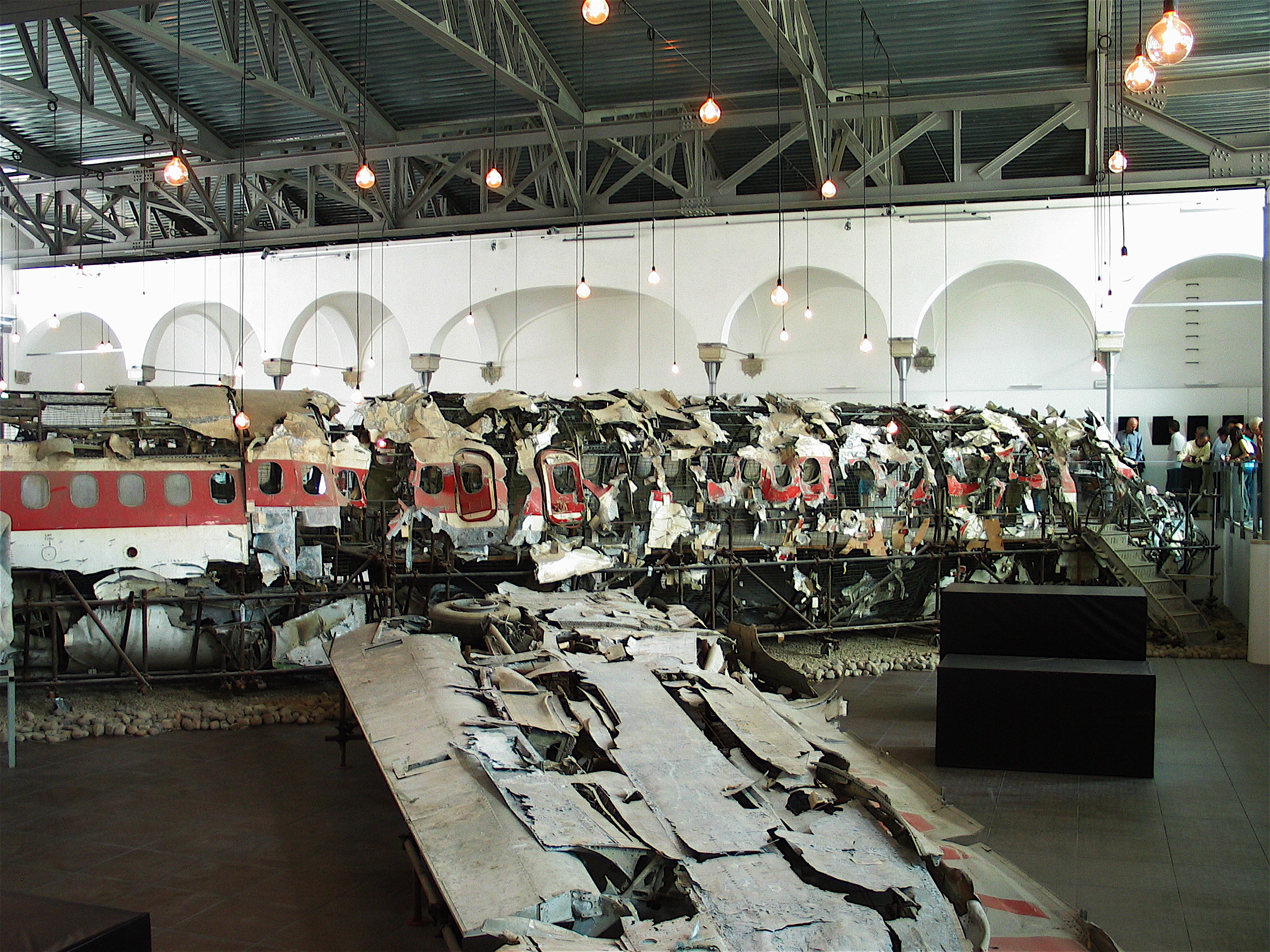
I resti dell'aereo DC-9 al museo per la memoria di Ustica.

Luigi Cipriani fu un forte sostenitore della tesi «atlantica», in contrapposizione alla pista neofascista, e accusò la massoneria deviata di seguire ordini e progetti anticomunisti dell'amministrazione Nixon e di Henry Kissinger, tramite la mediazione delle logge statunitensi.
Per Cipriani le logge americane e inglesi avrebbero forzato il Grande Oriente d'Italia, tradizionalmente democratico, facendone convergere gli obiettivi con quelli della Gran loggia regolare d'Italia, di ispirazione conservatrice, e con elementi reazionari della Gran Loggia d'Italia degli Alam: da ciò sarebbe derivata anche l'ascesa di Gelli nella P2. Il politico di Democrazia Proletaria dichiarò inoltre, alla Commissione stragi, e per il decimo anniversario della strage:
(Luigi Cipriani.)
E ancora:
(Luigi Cipriani, discorso parlamentare per il decimo anniversario della strage, 2 agosto 1990.)

### Indagine sulla pista arabo-mediorientale
I due terroristi tedeschi di estrema sinistra Thomas Kram e Christa Margot Frohlich, membri delle Revolutionäre Zellen, legati secondo alcuni al gruppo di «Carlos» e al FPLP, furono iscritti nel registro degli indagati nel 2011 dalla Procura di Bologna. Il nome di Thomas Kram emerse dal ritrovamento, nei primi anni duemila, di un registro d'albergo che ne attestava la presenza a Bologna la notte del 1 agosto e di un documento della dogana di Chiasso che ne attestava l'ingresso in Italia quello stesso giorno. Thomas Kram spiegò in una memoria consegnata alla procura la presenza a Bologna che si trattava di una presenza casuale legata a un ritardo nel raggiungere Firenze, la sua destinazione finale, dove aveva appuntamento con una ragazza. Nel 2015 il giudice per le indagini preliminari Bruno Giangiacomo, su richiesta del PM, ha archiviato la pratica, prosciogliendoli con sentenza di non luogo a procedere.
Tutte le false piste internazionali (libica, tedesca, francese, libanese, palestinese...) si sono rivelate senza fondamento, usate da Licio Gelli e complici per intossicare e sviare le indagini.

## Vittime

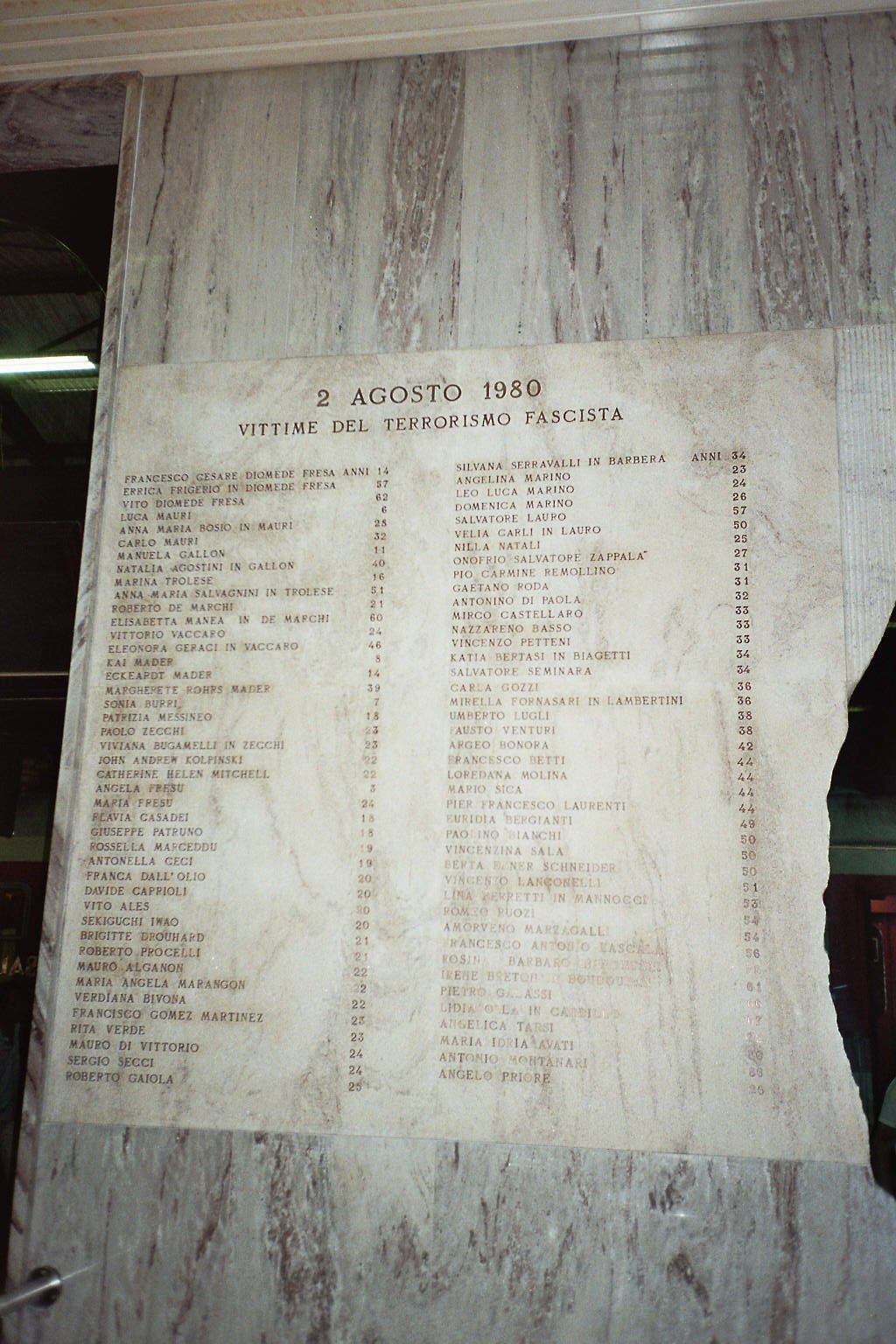
Lapide commemorativa delle vittime della strage.

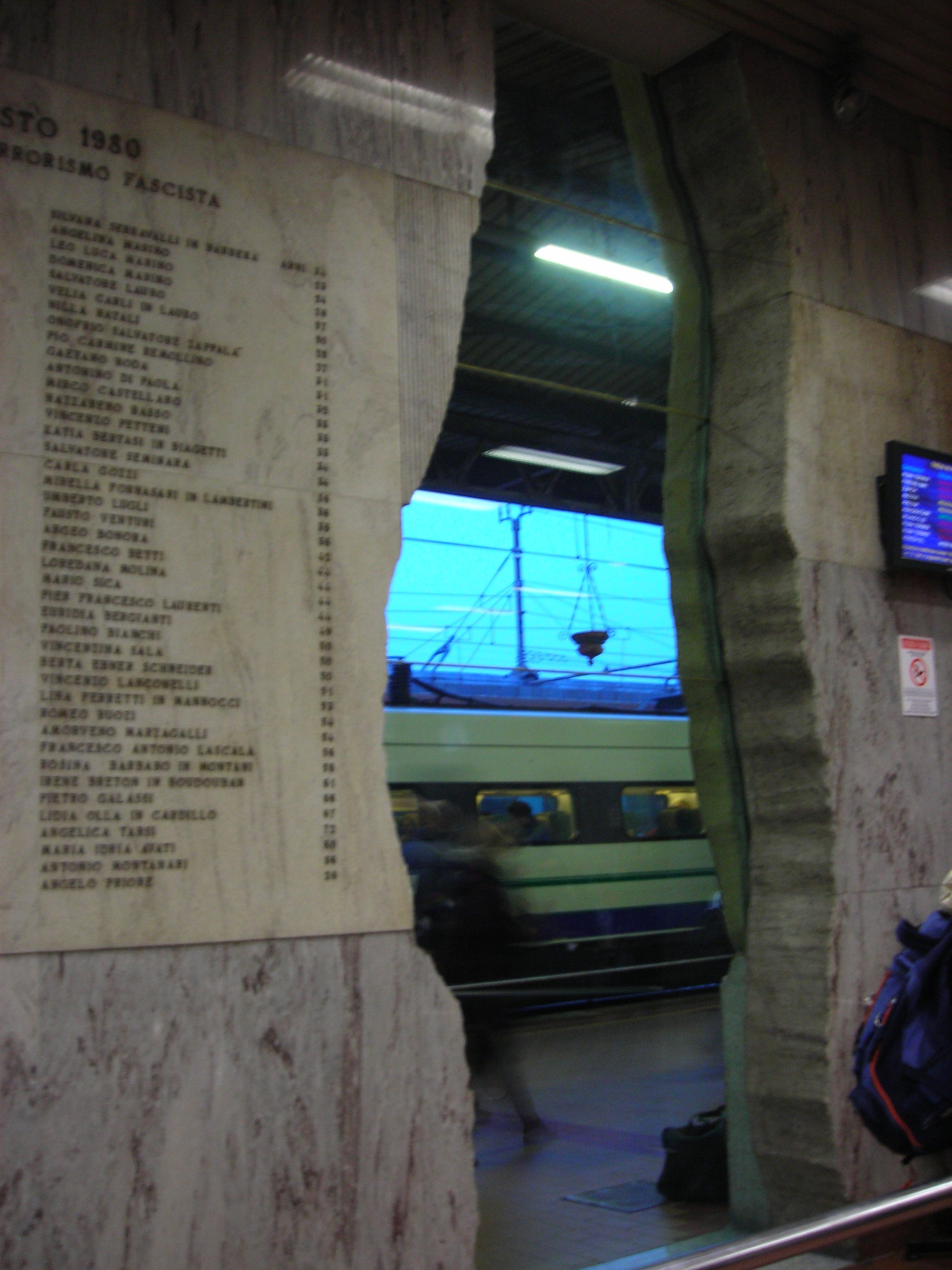
Altra veduta della lapide contenente i nomi delle vittime. Al centro lo squarcio che rende visibile il foro dall'esterno.

Le vittime furono 85, suddivise per nazionalità nella tabella seguente:
| Nazionalità    | Vittime |
| -------------- | ------- |
| Italia         | 76      |
| Germania Ovest | 3       |
| Regno Unito    | 2       |
| Spagna         | 1       |
| Francia        | 1       |
| Giappone       | 1       |
| San Marino     | 1       |

La vittima più giovane aveva 3 anni (Angela Fresu), la più anziana 86 anni (Antonio Montanari). 
Elenco con tutti i nomi, seguiti dall'età:
- Natalia Agostini, 40
- Mauro Alganon, 22
- Vito Ales, 20
- Maria Idria Avati, 80
- Rosina Barbaro, 58
- Nazzareno Basso, 33
- Euridia Bergianti, 49
- Katia Bertasi, 34
- Francesco Betti, 44
- Paolino Bianchi, 50
- Verdiana Bivona, 22
- Argeo Bonora, 42
- Anna Maria Bosio, 28
- Irene Breton, 61
- Viviana Bugamelli, 23
- Sonia Burri, 7
- Davide Caprioli, 20
- Velia Carli, 50
- Flavia Casadei, 18
- Mirco Castellaro, 33
- Antonella Ceci, 19
- Franca Dall'Olio, 20
- Roberto De Marchi, 21
- Antonino Di Paola, 32
- Mauro Di Vittorio, 24
- Cesare Francesco Diomede Fresa, 14
- Vito Diomede Fresa, 62
- Brigitte Drouhard, 21
- Berta Ebner, 50
- Lina Ferretti, 53
- Mirella Fornasari, 36
- Angela Fresu, 3
- Maria Fresu, 24
- Errica Frigerio, 57
- Roberto Gaiola, 25
- Pietro Galassi, 66
- Manuela Gallon, 11
- Eleonora Geraci, 46
- Francisco Gómez Martínez, 23
- Carla Gozzi, 36
- John Andrew Kolpinski, 22
- Vincenzo Lanconelli, 51
- Antonio Francesco Lascala, 56
- Pier Francesco Laurenti, 44
- Salvatore Lauro, 57
- Umberto Lugli, 38
- Eckhardt Mader, 14
- Kai Mader, 8
- Elisabetta Manea, 60
- Maria Angela Marangon, 22
- Rossella Marceddu, 19
- Amorveno Marzagalli, 54
- Angela Marino, 23
- Leo Luca Marino, 24
- Domenica Marino, 26
- Carlo Mauri, 32
- Luca Mauri, 6
- Patrizia Messineo, 18
- Catherine Helen Mitchell, 22
- Loredana Molina, 44
- Antonio Montanari, 86
- Nilla Natali, 25
- Lidia Olla, 67
- Giuseppe Patruno, 18
- Vincenzo Petteni, 34
- Angelo Priore, 26
- Roberto Procelli, 21
- Pio Carmine Remollino, 31
- Gaetano Roda, 31
- Margret Rohrs Mader, 39
- Romeo Ruozi, 54
- Vincenzina Sala, 50
- Anna Maria Salvagnini, 51
- Sergio Secci, 24
- Iwao Sekiguchi, 20
- Salvatore Seminara, 34
- Silvana Serravalli, 34
- Mario Sica, 44
- Angelica Tarsi, 72
- Marina Antonella Trolese, 16
- Vittorio Vaccaro, 24
- Fausto Venturi, 38
- Rita Verde, 23
- Onofrio Zappalà, 27
- Paolo Zecchi, 23

## Commemorazioni

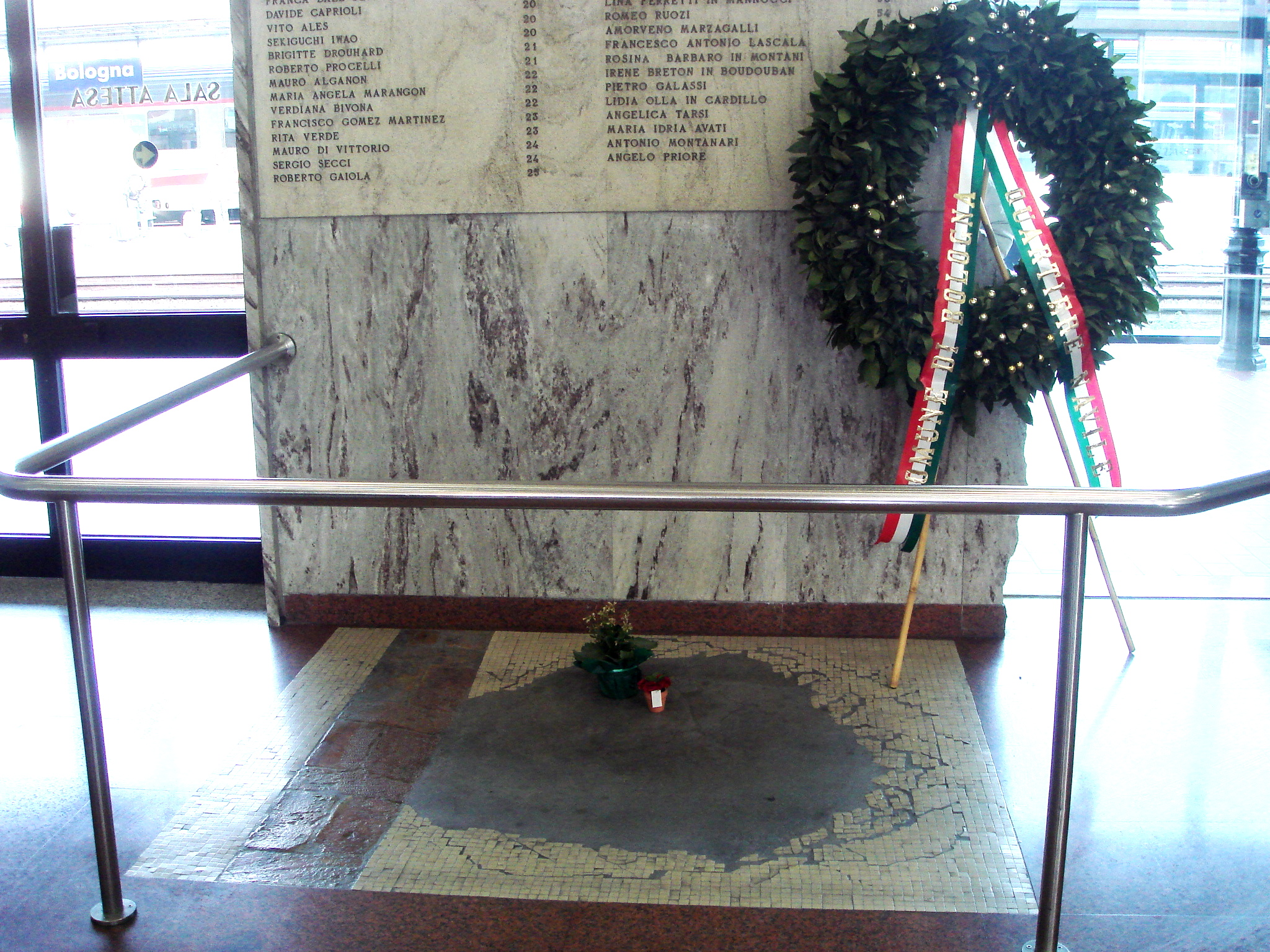
Il foro nel pavimento provocato dalla bomba, sito al di sotto della lapide contenente i nomi delle vittime.

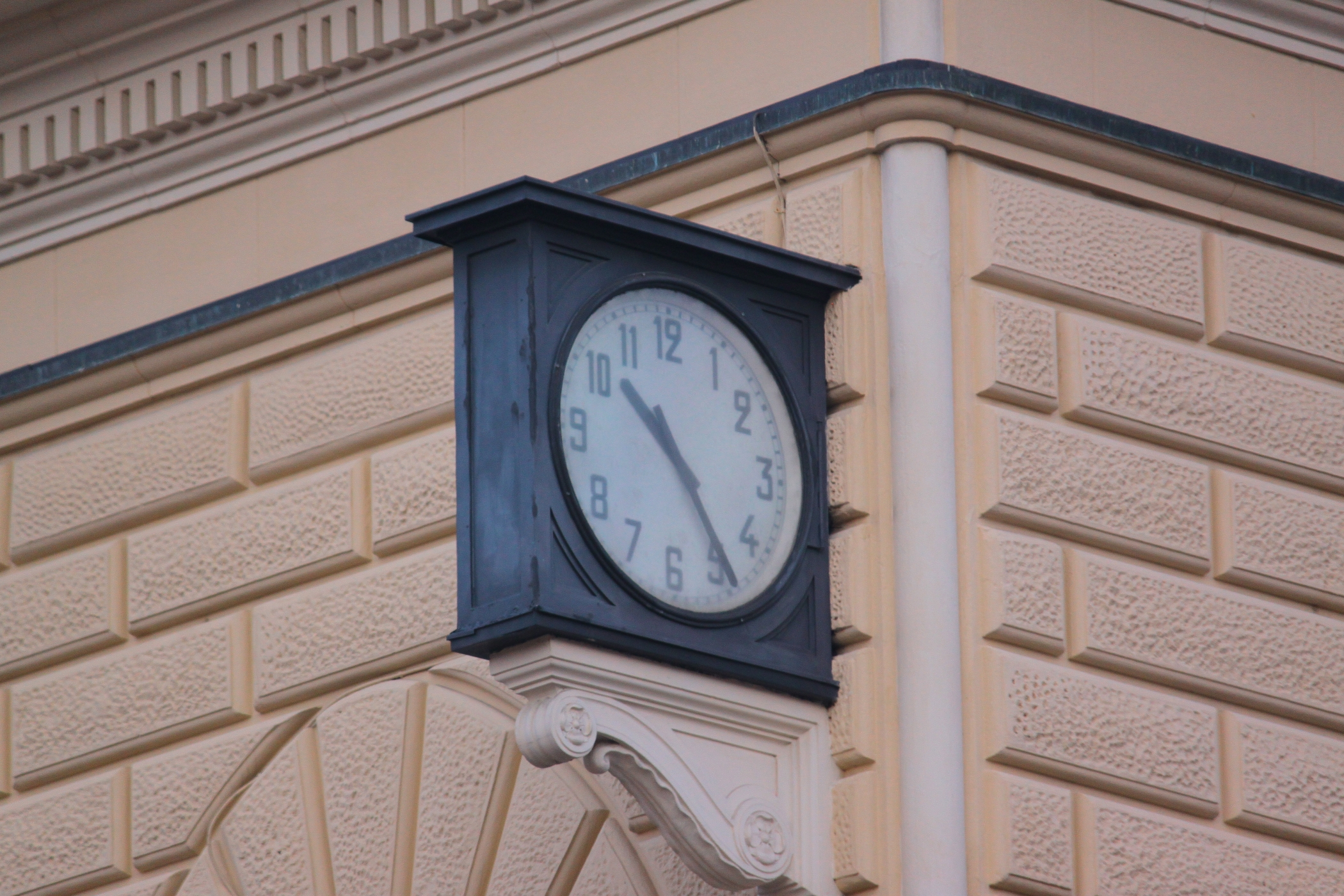
L'orologio della stazione, fermo perennemente alle ore 10:25 in memoria del momento della strage. Nel 2001 venne riparato e fatto ripartire dalle Ferrovie, ma la città di Bologna volle che fosse fermato di nuovo sull'ora della strage.

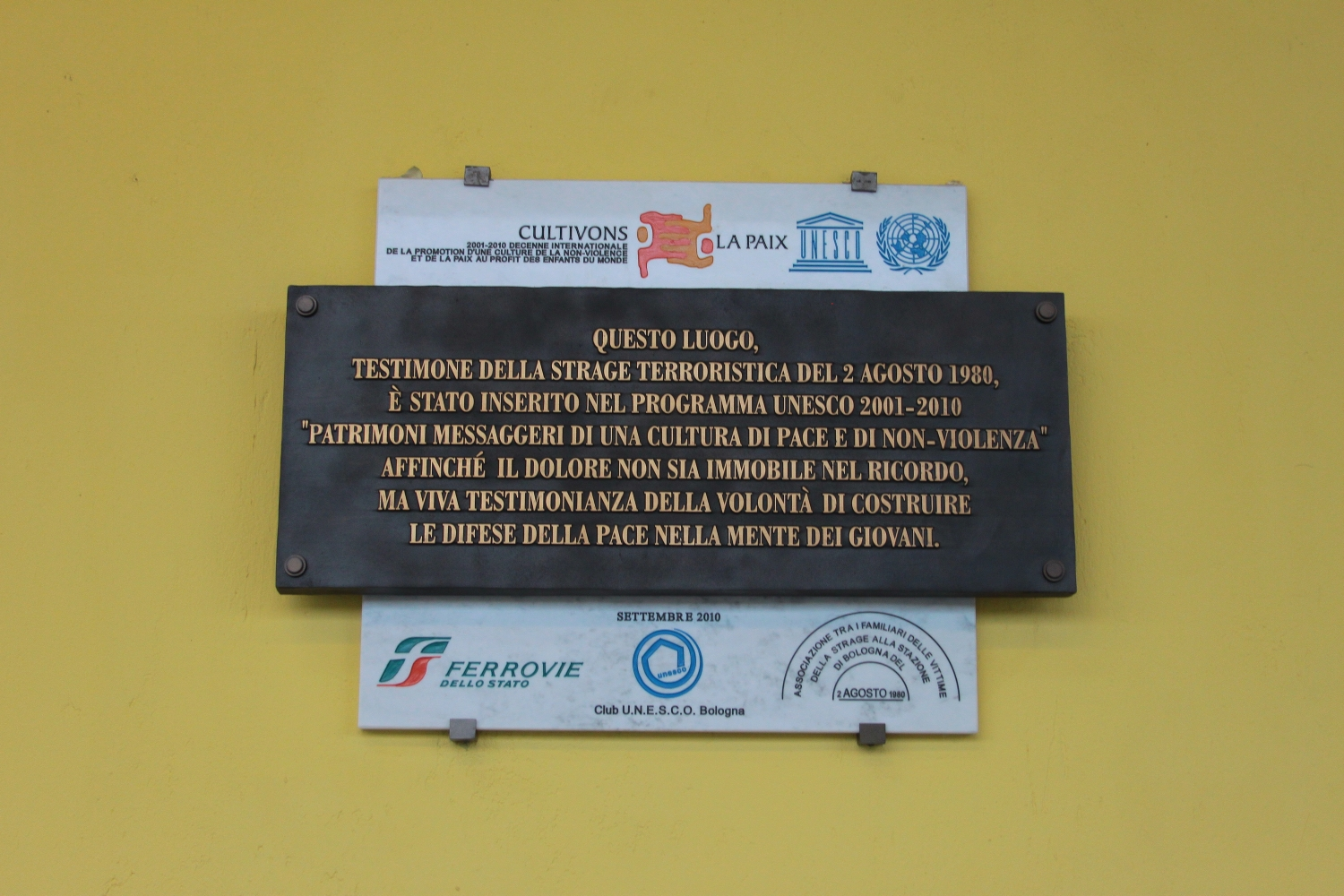
Lapide UNESCO a memoria della strage.

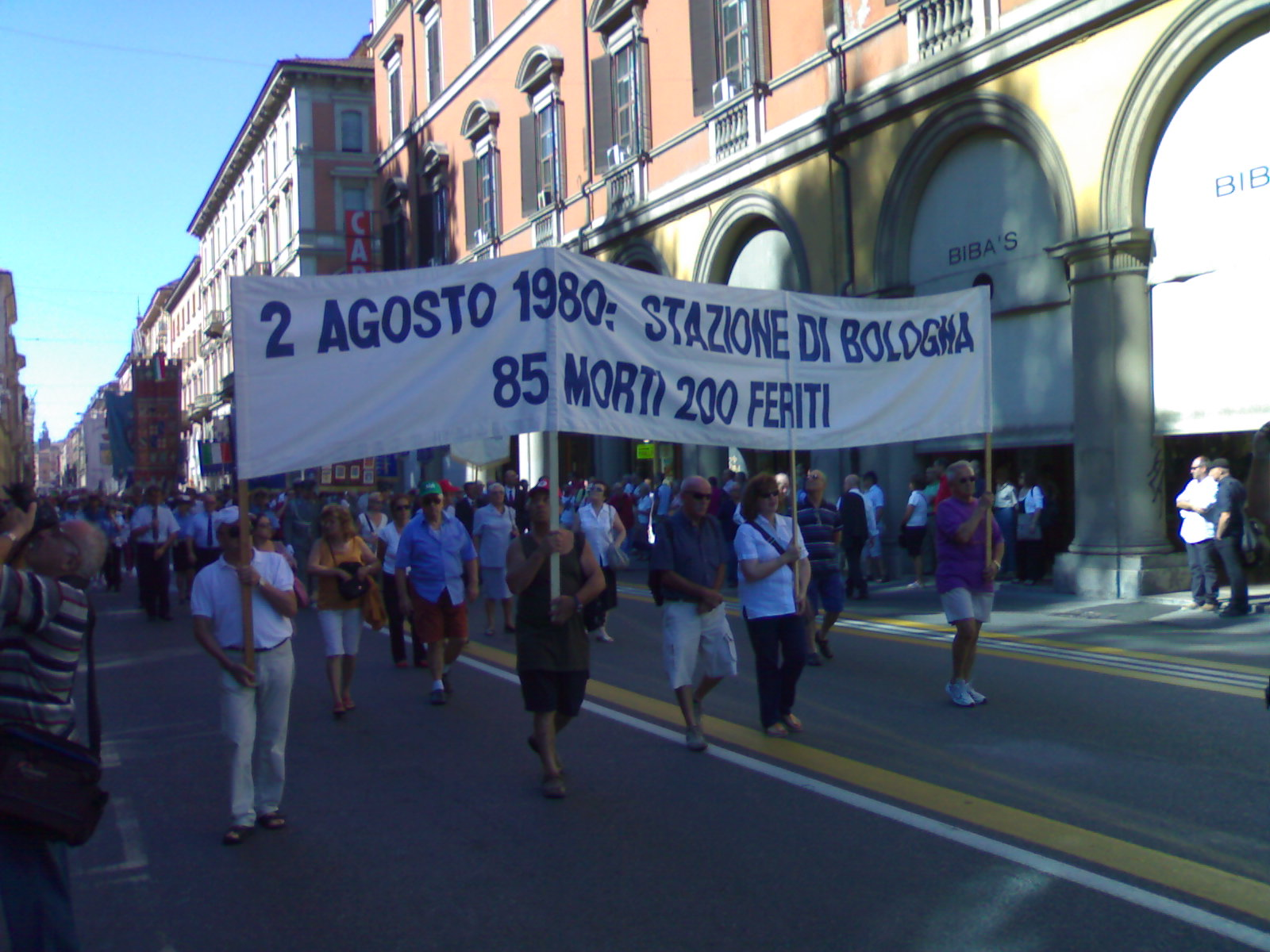
La manifestazione per il trentennale della strage, celebratasi il 2 agosto 2010

Il 2 agosto è considerata la giornata in memoria di tutte le stragi, e la città di Bologna con l'Associazione tra i familiari delle vittime della strage alla stazione di Bologna del 2 agosto 1980 organizzano ogni anno il Concorso internazionale di composizione "2 Agosto" con concerto in piazza Maggiore.
Per ricordare la strage, nella ricostruzione dell'ala della stazione distrutta è stato creato uno squarcio nella muratura. All'interno, nella sala d'aspetto, è stata mantenuta la pavimentazione originale nel punto dello scoppio. Il settore ricostruito presenta l'intonaco esterno liscio e non «bugnato» come tutto il resto del fabbricato, in modo che sia immediatamente riconoscibile e più visibile. È stato mantenuto intatto uno degli orologi nel piazzale antistante la stazione ferroviaria, quello che si fermò alle 10:25; nell'agosto 2001 l'orologio venne rimesso in funzione, ma di fronte a decise rimostranze le Ferrovie convennero sull'opportunità che quelle lancette rimanessero ferme a perenne ricordo.
Il cippo commemorativo nella stazione di Bologna contiene l'elenco delle «vittime del terrorismo fascista». Durante il mandato di Giorgio Guazzaloca, sindaco di Bologna dal 1999 al 2004, l'esponente locale di Alleanza Nazionale Massimiliano Mazzanti propose al sindaco di non citare più la «matrice fascista» della strage nella commemorazione ufficiale del 2 agosto, anche se confermata con le condanne del 1995. Nonostante le critiche dell'opposizione, il sindaco, pur non ammettendo di aver accolto l'invito che veniva da una parte della sua maggioranza, così fece per tutte e cinque le celebrazioni che lo videro protagonista. Dal 2004, invece, il nuovo sindaco, Sergio Cofferati, è tornato a scandire la vecchia formula durante la manifestazione ufficiale.
Il 2 agosto 2010, giorno del trentennale della strage, per la prima volta nessun rappresentante del governo è stato presente alla commemorazione svoltasi dapprima in Comune e successivamente nel piazzale antistante la stazione: il rappresentante per lo Stato è stato il prefetto di Bologna, Angelo Tranfaglia. Il 24 settembre 2010 è stata posta sul binario 1 della stazione di Bologna una targa commemorativa con cui UNESCO dichiara la strage parte dei Patrimoines pour une Culture de la Paix Onu-Unesco per la promozione di una cultura di pace anche attraverso i patrimoni culturali locali.
La sera del concerto commemorativo della strage, qualcuno disse: «Un Paese che rinuncia alla speranza di avere giustizia ha già rinunciato non solo alle proprie leggi, ma alla sua storia stessa. Ecco perché severamente, ma soprattutto ostinatamente, aspettiamo».
Nel 2020, in occasione del 40º anniversario dell'attentato il Presidente della Repubblica Sergio Mattarella ha reso omaggio alle vittime deponendo una corona di fiori nei pressi della lapide posta all'interno della stazione ferroviaria di Bologna.

## Influenza culturale

### Cinema e teatro
- Un anno dopo la strage, il 31 luglio 1981, Carmelo Bene eseguì una lectura Dantis di vari canti della Divina Commedia e di due sonetti di Dante Alighieri dall'alto della Torre degli Asinelli, nella piazza della città emiliana: dedicò la serata non ai morti, bensì ai feriti della strage[143].
- Il cortometraggio di Massimo Martelli Per non dimenticare (1992) mostra la vita di diverse persone (interpretate perlopiù da attori famosi, come Giuseppe Cederna, Massimo Dapporto, Giuliana De Sio) nell'ora immediatamente precedente la strage.
- Il documentario Iltrentasette di Roberto Greco (2005) contiene le testimonianze di diverse persone che presero parte ai soccorsi.
- La strage di Bologna è stata ricordata nel romanzo di Giancarlo De Cataldo Romanzo criminale e appare nell'omonimo film del 2005 con la regia di Michele Placido, in cui viene fatta intendere la responsabilità di uomini dello Stato. Nel film si vede esplodere l'ala Est della stazione, anziché l'ala ovest come realmente accadde. L'omonima serie televisiva, trasmessa prima da Sky Cinema 1 e successivamente da Italia 1, ne ha fatto il soggetto dell'undicesima puntata della prima stagione, seguendo la tesi della connivenza dei servizi segreti con gli autori della strage.
- Il tragico evento viene ricordato anche nel film Da zero a dieci di Luciano Ligabue (2002), nel quale Libero, uno dei quattro protagonisti, rivela che un suo amico ha perso la vita, essendo rimasto coinvolto nell'esplosione mentre si trovava alla stazione di Bologna.
- Il regista Filippo Porcelli ha dedicato tre film alla memoria del 2 agosto 1980:
  - 2 agosto 1980. Oggi (2005)
  - 2 agosto, stazione di Bologna. Binario 9 ¾ (2006)
  - NowHere (2007)
- Il narratore Daniele Biacchessi racconta la strage alla stazione di Bologna negli spettacoli La storia e la memoria e Il paese della vergogna con il gruppo Gang.
- Il film del 2010 L'estate di Martino, di Massimo Natale, ricorda nel finale la strage alla stazione, anche se indirettamente, poiché tutta la negatività delle ore 10:25 viene convogliata sul protagonista che muore, lasciando scorrere senza alcuna esplosione il momento fatidico delle 10:25 a Bologna.
- Il documentario di Francesco Patierno, Giusva, la vera storia di Valerio Fioravanti (2011) racconta la versione di uno dei tre condannati per la strage. Il film è stato commercializzato su supporto DVD unitamente a un libro con interventi di Andrea Colombo, Nicola Rao e Luca Telese.
- Il documentario del 2012 Un solo errore – Bologna, 2 agosto 1980, di Matteo Pasi, riporta le testimonianze di alcuni sopravvissuti, parenti delle vittime, soccorritori, rilasciate trenta anni dopo il fatto, oltre a interviste a magistrati, giornalisti e in particolare una a Licio Gelli[144].
- Nel 2013 Pupi Avati ricorda la strage del 2 agosto nella miniserie televisiva Un matrimonio con Micaela Ramazzotti e Flavio Parenti.
- Il film del 2014 Bologna 2 agosto... i giorni della collera di Giorgio Molteni e Daniele Santamaria Maurizio, si concentra sulla storia dei NAR e sulla strage di Bologna.
- Il film del 2015 La linea gialla di Emilio Marrese, regia di Francesco Conversano e Nene Grignaffini, con Valentina Lodovini, Francesco Guccini, Ivano Marescotti, Roberto Messini e Rolando Ravello (prodotto e distribuito da la Repubblica), racconta la vita che la più piccola vittima della strage, Angela Fresu, avrebbe potuto avere.

### Musica
- Fabrizio De André, Se ti tagliassero a pezzetti. C'è un velato riferimento alla strage nel testo scritto con Massimo Bubola e presente nell'album L'indiano (1981)[145]: T'ho incrociata alla stazione / che inseguivi il tuo profumo / presa in trappola da un tailleur grigio fumo / i giornali in una mano e nell'altra il tuo destino / camminavi fianco a fianco al tuo assassino.
- Francesco Guccini, Bologna (dall'album Metropolis del 1981). Il cantautore tosco-emiliano, alludendo alla strage, descrive una Bologna capace d'amore, capace di morte e che sa stare in piedi, per quanto colpita.
- Pierangelo Bertoli, Nicolò (dal 33 giri Album pubblicato nel 1981). Bertoli rievoca il tragico avvenimento nei versi: Col fiato sospeso nel fuoco e nel fumo / Bologna si staglia sfinita.
- Giorgio Gaber, Qualcuno era comunista (1992). C'è un riferimento esplicito, come per altre stragi del periodo: Qualcuno era comunista perché piazza Fontana, Brescia, la stazione di Bologna, l'Italicus, Ustica, eccetera, eccetera, eccetera.
- Frankie hi-nrg mc, Fight da Faida.
- I Fratelli di Soledad, Brescia Bologna Ustica.
- Daniele Silvestri, La bomba (dall'album Il dado, 1996).
- Lucilla Galeazzi, Per Sergio.
- Paolo Fiorucci, Dieci e venticinque (Bologna).
- Oblivion, La stazione di Bologna.
- Offlaga Disco Pax, Sensibile.
- Lo Stato Sociale, Linea 30.
- Modena City Ramblers, Il giorno che il cielo cadde su Bologna.
- Kalamu, Tutti giù per terra (dall'album Costruiamo palazzi).
- Assalti Frontali, Nel posto giusto (dall'album Conflitto, 1996).
- Lanz Khan, I Kill you (dall'album I Kill You).
- Fabrizio Moro, L’Italia è di tutti (dall’album L’Inizio, 2013)

### Letteratura
- Nel 2010 è stato ripubblicato il libro Strage di Loriano Macchiavelli (Einaudi). Il romanzo era già uscito nel 1990 sotto lo pseudonimo di Jules Quicher, per l'editore Rizzoli, e fu ritirato dalle vendite dopo una settimana in seguito ad una querela. Il romanzo, di stile poliziesco, rappresenta gli avvenimenti della strage di Bologna e le successive indagini. Nella nota dell'autore viene negato ogni riferimento a personaggi reali.
La sovracoperta dell'edizione Rizzoli del 1990 riproduceva alcune immagini della stazione distrutta, inclusa quella dell'orologio fermo alle 10:25.
- Maria Fresu, l'unica vittima di cui non venne ritrovato il corpo perché completamente disintegrato dall'esplosione, viene ricordata nella poesia Il nome di Maria Fresu di Andrea Zanzotto[146].
- Alla stessa Maria Fresu e alla sua figlioletta di tre anni (la vittima più giovane) è dedicato Il libro collettivo Memoria mare. Lettere ad Angela e Maria Fresu. Pubblicato nel 2010, il libro raccoglie poesie, interventi e racconti di personalità della cultura e del giornalismo italiano, tra cui Eraldo Affinati, Alessandro Bergonzoni, Daniele Biacchessi, Don Luigi Ciotti, Gianni D'Elia, Gad Lerner, Claudio Lolli, Valerio Magrelli, Nicola Muschitiello, Roberto Roversi, Gregorio Scalise, Sergio Staino, Grazia Verasani e Andrea Zanzotto.
- Nel romanzo Il pendolo di Foucault di Umberto Eco si parla a un certo punto di una valigia piena di esplosivo abbandonata su un treno, in transito tra Bologna e Firenze[147].
- Uno dei racconti della raccolta Bar Sport Duemila di Stefano Benni si svolge nella stazione di Bologna la mattina della strage e termina un istante prima dell'esplosione.[148]
- Francesco Guccini e Loriano Macchiavelli, nel libro Appennino di sangue[149], ricordano la strage, seppure indirettamente. I due personaggi principali, infatti, giungono nell'area ovest della stazione di Bologna il due agosto alle ore 10:25.

### Opere figurative
- Il 17 agosto 1980 L'Espresso uscì con un numero speciale sulla Strage. In copertina figurava un quadro a cui Renato Guttuso dette lo stesso titolo dell'omonimo quadro di Francisco Goya, cioè Il sonno della ragione genera mostri, con la data del 2 agosto 1980.[150]

### Saggi
- Antonino Arconte, L'ultima missione. G-71 e la verità negata, Milano, Mursia, 2001, ISBN 88-900678-2-9.
- Antonella Beccaria, Giorgio Gazzotti, Gigi Marcucci, Claudio Nunziata e Roberto Scardova, Alto tradimento. La guerra segreta agli italiani da Piazza Fontana alla strage della stazione di Bologna, a cura di Paolo Bolognesi, Roma, Castelvecchi, 2016. ISBN 978-88-6944-653-5.
- Antonella Beccaria e Riccardo Lenzi, Schegge contro la democrazia. 2 agosto 1980: le ragioni di una strage nei più recenti atti giudiziari, prefazione di Claudio Nunziata, Bologna, Editrice Socialmente, 2010, ISBN 978-88-95265-40-7.
- Daniele Biacchessi, 10.25, cronaca di una strage. Vite e verità spezzate dalla bomba alla stazione di Bologna, Roma, Gamberetti, 2000, ISBN 978-88-7990-022-5.
- Daniele Biacchessi, Un attimo... vent'anni. Storia dell'Associazione tra i familiari delle vittime alla stazione di Bologna, Bologna, Pendragon, 2001, ISBN 978-88-8342-078-8.
- Daniele Biacchessi, Ombre nere. Il terrorismo di destra da Piazza Fontana alla bomba al «Manifesto», Milano, Mursia, 2002, ISBN 978-88-425-3000-8.
- Biblioteca di Repubblica: La storia d'Italia. Vol. 23. Dagli anni di piombo agli anni Ottanta, Torino, 2005.
- Riccardo Bocca, Tutta un'altra strage, Milano, BUR, 2007, ISBN 978-88-17-01692-6.
- Paolo Bolognesi e Roberto Scardova, Stragi e mandanti. Sono veramente ignoti gli ispiratori dell'eccidio del 2 agosto 1980 alla stazione di Bologna?, introduzione di Claudio Nunziata, Roma-Reggio Emilia, Aliberti, 2012, ISBN 978-88-7424-932-9.
- Andrea Colombo, Storia nera. Bologna, la verità di Francesca Mambro e Valerio Fioravanti, Milano, Cairo, 2006, ISBN 978-88-6052-091-3.
- Andrea Colombo, Nicola Rao, Luca Telese e Francesco Patierno, Giusva. La vera storia di Valerio Fioravanti, Milano, Sperling & Kupfer, 2011.
- Francesco Cossiga, La versione di K. Sessant'anni di controstoria, Milano, Rizzoli, 2009, ISBN 978-88-17-03592-7.
- Valerio Cutonilli, Strage all'italiana, Roma, Edizioni Trecento, 2007.
- Corrado De Rosa, La mente nera, Milano, Sperling & Kupfer, 2014, ISBN 978-88-200-5600-1.
- Renato Farina, Cossiga mi ha detto. Il testamento politico di un protagonista della storia italiana del Novecento, Venezia, Marsilio, 2011.
- Claudio Gatti e Gail Hammer, Il quinto scenario. I missili di Ustica Milano, Rizzoli 1994.
- Nicola Guerra, La Strage di Bologna nel contesto storico della Guerra Fredda. Le “piste palestinesi”, il Lodo Moro e le “relazioni scomode” nel percorso di ricerca storica. Turku, Settentrione 2016.
- Ferdinando Imposimato, La Repubblica delle stragi impunite. I documenti inediti dei fatti di sangue che hanno sconvolto il nostro Paese, Roma, Newton Compton, 2012.
- Ferdinando Imposimato, I 55 giorni che hanno cambiato l'Italia. Perché Aldo Moro doveva morire? La storia vera, Roma, Newton Compton, 2013.
- Carlo Lucarelli, La strage di Bologna, in Nuovi misteri d'Italia. I casi di Blu Notte, Torino, Einaudi, 2004, ISBN 978-88-06-16740-0.
- Andrea Paolella, Paolo Bolognesi, Roberto Roversi, Gianni D'Elia e Carlo Lucarelli, La strage dei trent'anni. Un racconto per immagini, Bologna, CLUEB, 2010, ISBN 978-88-491-3460-5.
- Gabriele Paradisi, Gian Paolo Pelizzaro e François de Quengo de Tonquédec, Dossier strage di Bologna. La pista segreta, Bologna, Giraldi Editore, 2010, ISBN 978-88-6155-429-0.
- Rosario Priore e Valerio Cutonilli, I segreti di Bologna. La verità sull'atto terroristico più grave della storia italiana. La storia mai raccontata della diplomazia parallela italiana, Milano, Chiarelettere, 2016, ISBN 88-6190-788-1.
- Nicola Rao, Il piombo e la celtica. Storie di terrorismo nero. Dalla guerra di strada allo spontaneismo armato, Milano, Sperling & Kupfer, 2010.
- Enzo Raisi, Bomba o non bomba. Alla ricerca ossessiva della verità, Bologna, Minerva, 2012, ISBN 978-88-7381-444-3.
- Fedora Raugei, Bologna, 1980. Vent'anni per la verità. Il più grave attentato della storia italiana nella ricostruzione processuale, prefazione di Mario Guarino, Roma, Prospettiva, 2000, ISBN 88-8022-070-5.
- Gianluca Semprini, La strage di Bologna e il terrorista sconosciuto. Il caso Ciavardini, Milano, Bietti, 2003, ISBN 978-88-8248-148-3.
- Giuseppe Zambelletti, La minaccia e la vendetta. Ustica e Bologna: un filo tra due stragi, Milano, FrancoAngeli, 1995.
- Sergio Zavoli, La notte della Repubblica, Roma, Nuova Eri, 1992.
- Imma Giuliani, 2 agosto 1980: scienza e coscienza di un massacro, Roma, Armando editore, 2020

### Opere letterarie
- Alex Boschetti e Anna Ciammitti, La strage di Bologna, fumetto con prefazione di Carlo Lucarelli, Padova, BeccoGiallo, 2015.
- Patrick Fogli, Il tempo infranto, Milano, Piemme, 2010.
- Mattia Fontanella (a cura di), Memoria mare. Lettere ad Angela e Maria Fresu, Bologna, Pendragon, 2010, ISBN 978-88-8342-822-7.
- Loriano Macchiavelli, Strage, Torino, Einaudi, 2010.